# Erstein
Cet article concerne la commune. Pour l’entreprise sucrière, voir Erstein (sucrerie).
Erstein (prononcé [ɛʁʃtajn] ,, Eerstain en alsacien) est une commune française située dans la Collectivité européenne d'Alsace, circonscription administrative du Bas-Rhin (ancien département du même nom), en région Grand Est. Erstein fait également partie de l'aire d'attraction de Strasbourg.
Ses habitants sont appelés les Ersteinois et les Ersteinoises.
Dans la région, Erstein était connue depuis le Moyen Âge pour son monastère (disparu) et depuis 1894 pour sa sucrerie.

## Géographie

### Localisation
Cette commune se trouve dans la région historique et culturelle d'Alsace.
La ville a été le siège de l'une des sous-préfectures du département, jusqu'à la fusion de cet arrondissement avec celui de Sélestat pour former l'arrondissement de Sélestat-Erstein en 1974.
La ville est située à une vingtaine de kilomètres au sud de Strasbourg, dans la plaine d'Alsace, à une dizaine de kilomètres du Rhin et de la frontière avec l'Allemagne. Elle borde le canal du Rhône au Rhin.

### Communes limitrophes
Les communes limitrophes sont Gerstheim, Bolsenheim, Limersheim, Nordhouse, Osthouse, Plobsheim, Schaeffersheim, Meißenheim, Schwanau et Neuried.
| Limersheim     | Nordhouse | Plobsheim                                                     |
| Schaeffersheim | Erstein   | Le Rhin Meißenheim ( Allemagne) Le Rhin Schwanau ( Allemagne) |
| Bolsenheim     | Osthouse  | Gerstheim                                                     |

### Géologie et relief
Hydrogéologie et climatologie : Système d’information pour la gestion de l’Aquifère rhénan :
Territoire communal : Occupation du sol (Corinne Land Cover); Cours d'eau (BD Carthage),
Géologie : Carte géologique; Coupes géologiques et techniques,
 Hydrogéologie : Masses d'eau souterraine; BD Lisa; Cartes piézométriques.
Un massif de forêt rhénane de 600 hectares (classé réserve naturelle) : l'une des deux dernières forêts alluviales d'Europe (rivières, lianes, lierres, clématites, cornouillers, saules, roseaux...).
Traversée par l'Ill, Erstein est sur la limite entre le « Grand Ried » du Rhin (zone inondable de prés et bois luxuriants) du côté est et la fertile plaine de lœss (roche sédimentaire détritique meuble composée de sédiments éoliens, très fertile pour l'agriculture) du côté ouest.

### Hydrographie et les eaux souterraines

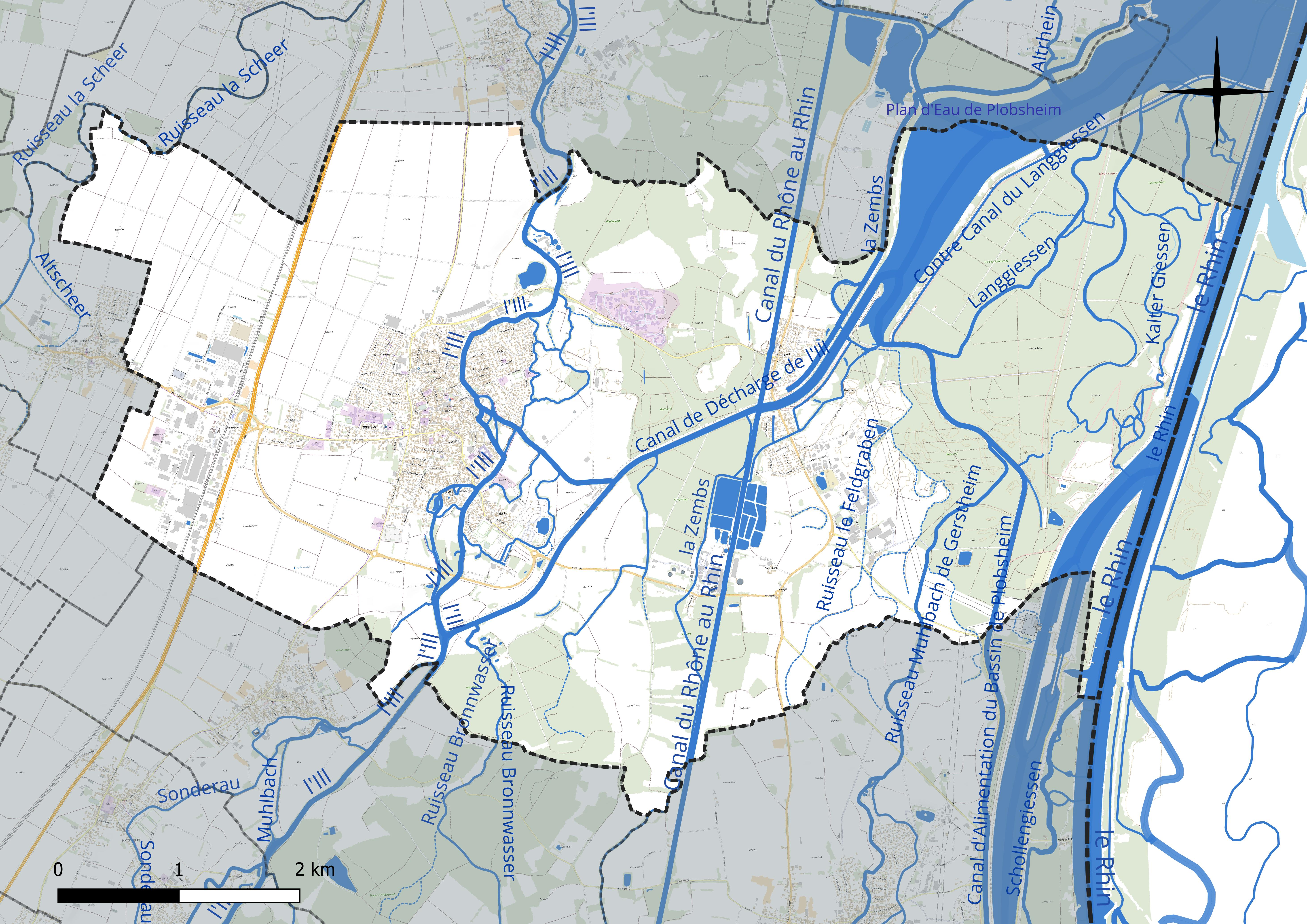
Réseau hydrographique d'Erstein.

L'hydrographie et la proximité de la nappe phréatique rendent certaines zones limitrophes de la ville facilement inondables malgré l'aménagement de digues et écluses.
On trouve en bordure de la ville :

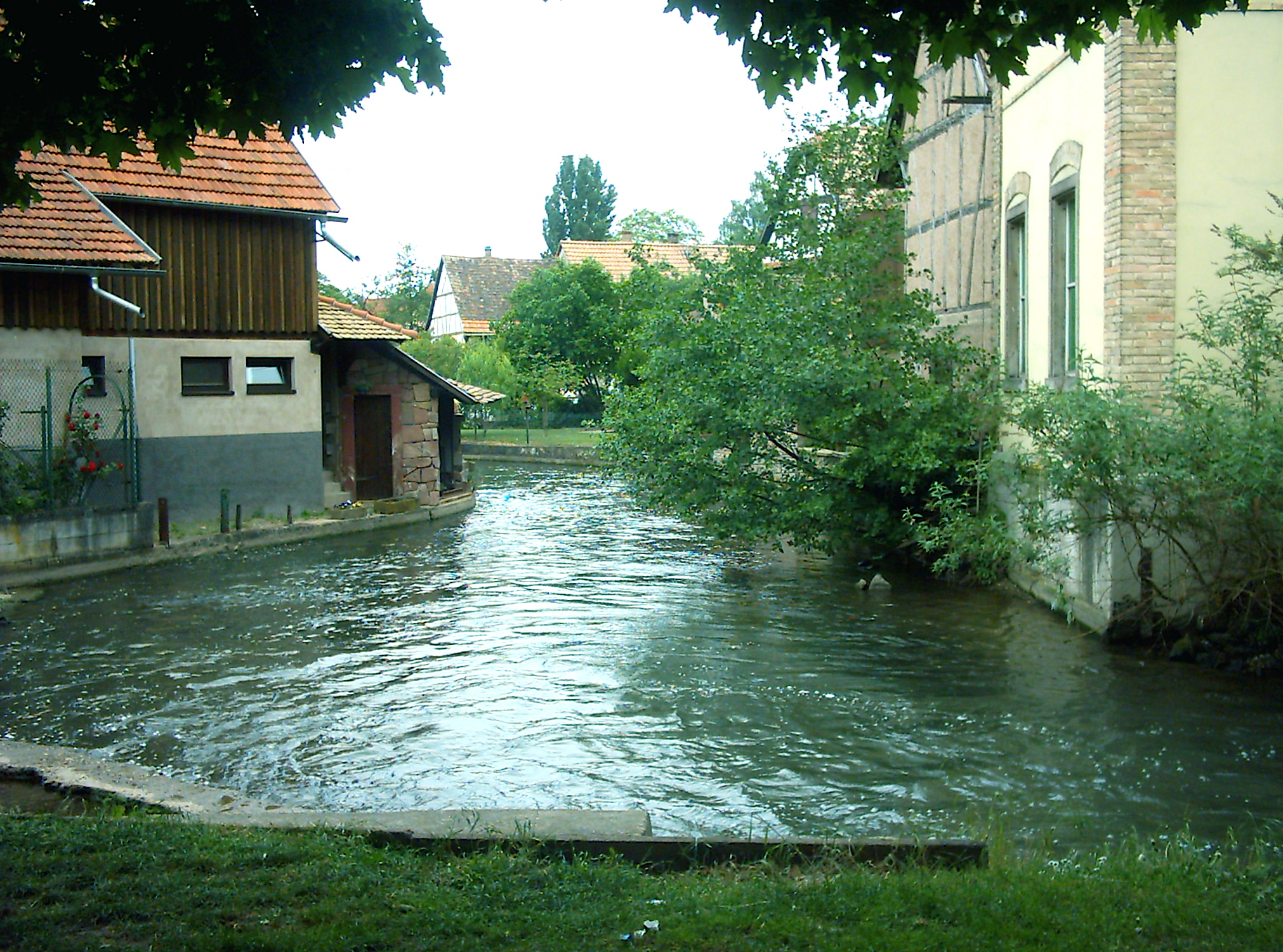
Bras de l'Ill.

- des résurgences de rivières phréatiques : les Brunnwasser (« eaux de fontaine ») ;
- Canal du Rhône au Rhin[4].
- Grand Canal d'Alsace[5].
- Le Rhin[6].
- La Zembs[7].
- Ruisseau la Scheer[8].
- Ruisseau Muhlbach de Gerstheim[9].
- Canal d'Alimentation de l'Ill[10].
- Canal d'alimentation du Bassin de Plobsheim[11].
- Canal de Decharge de l'Ill[12].
- Contre Canal du Langgiessen[13].
- Ruisseau Bronnwasser[14].
- Ruisseau Langgiessen[15].
- Ruisseau le Feldgraben[16].

#### Risques d'inondation
La vallée de l'Ill comme l'ensemble du département a connu plusieurs inondations importantes. On peut citer au 20e siècle, les crues de 1910, 1919, 1947, 1955, 1983 et 1990 notamment qui ont causé de nombreux dégâts (destructions de ponts, inondations de zones industrielles et d’ agglomérations). Les inondations de l'Ill ont lieu essentiellement en période hivernale et printanière à la suite de pluies abondantes parfois associées à la fonte du manteau neigeux. Les crues de 1983 et de 1990 ont présenté une période de retour entre 20 et 50 ans. Afin d'anticiper et de gérer une éventuelle inondation, un Plan de prévention des risques d'inondation de l'lll  a été approuvé par arrêté préfectoral le 30 janvier 2020.
Au sud-est du canal de décharge de l’Ill, une grande partie des terres est soumise aux inondations. Il s’agit essentiellement de terres agricoles et naturelles préservées pour l’expansion des crues. Le secteur urbanisé de Krafft est cependant fortement concerné par les zones inondables d’aléas faible à très fort, notamment le quartier rue des Aubépines et rue André Malraux, et celui rues des Roses, des Lilas, des Églantines et des Marguerites, ainsi que la zone d’activités. Au Nord-Ouest du canal de décharge de l’Ill, le ban communal d’Erstein est affecté par un suraléa de niveau faible à très fort. Il s’agit d’un risque d’inondation issu de la défaillance des ouvrages d'Erstein. Quelques secteurs urbanisés de la ville d’Erstein, de même que la zone d’activités de Krafft, classée en zone UX au PLU, sont touchés par ces aléas ou sur-aléas.

### Climat
Pour des articles plus généraux, voir Climat du Grand Est et Climat du Bas-Rhin.
En 2010, le climat de la commune est de type climat des marges montargnardes, selon une étude du Centre national de la recherche scientifique s'appuyant sur une série de données couvrant la période 1971-2000. En 2020, Météo-France publie une typologie des climats de la France métropolitaine dans laquelle la commune est exposée à un climat semi-continental et est dans la région climatique Alsace, caractérisée par une pluviométrie faible, particulièrement en automne et en hiver, un été chaud et bien ensoleillé, une humidité de l’air basse au printemps et en été, des vents faibles et des brouillards fréquents en automne (25 à 30 jours).
Pour la période 1971-2000, la température annuelle moyenne est de 10,5 °C, avec une amplitude thermique annuelle de 17,7 °C. Le cumul annuel moyen de précipitations est de 643 mm, avec 8,3 jours de précipitations en janvier et 9,9 jours en juillet. Pour la période 1991-2020, la température moyenne annuelle observée sur la station météorologique de Météo-France la plus proche, « Strasbourg-Entzheim », sur la commune d'Entzheim à 13 km à vol d'oiseau, est de 11,4 °C et le cumul annuel moyen de précipitations est de 635,7 mm. 
La température maximale relevée sur cette station est de 38,9 °C, atteinte le 25 juillet 2019 ; la température minimale est de −23,6 °C, atteinte le 23 janvier 1942,,.
Les paramètres climatiques de la commune ont été estimés pour le milieu du siècle (2041-2070) selon différents scénarios d'émission de gaz à effet de serre à partir des nouvelles projections climatiques de référence DRIAS-2020. Ils sont consultables sur un site dédié publié par Météo-France en novembre 2022.

## Urbanisme

### Typologie
Au 1er janvier 2024, Erstein est catégorisée centre urbain intermédiaire, selon la nouvelle grille communale de densité à sept niveaux définie par l'Insee en 2022.
Elle appartient à l'unité urbaine d'Erstein, une agglomération intra-départementale regroupant deux  communes, dont elle est ville-centre,,. Par ailleurs la commune fait partie de l'aire d'attraction de Strasbourg (partie française), dont elle est une commune de la couronne,. Cette aire, qui regroupe 268 communes, est catégorisée dans les aires de 700 000 habitants ou plus (hors Paris),.

### Occupation des sols

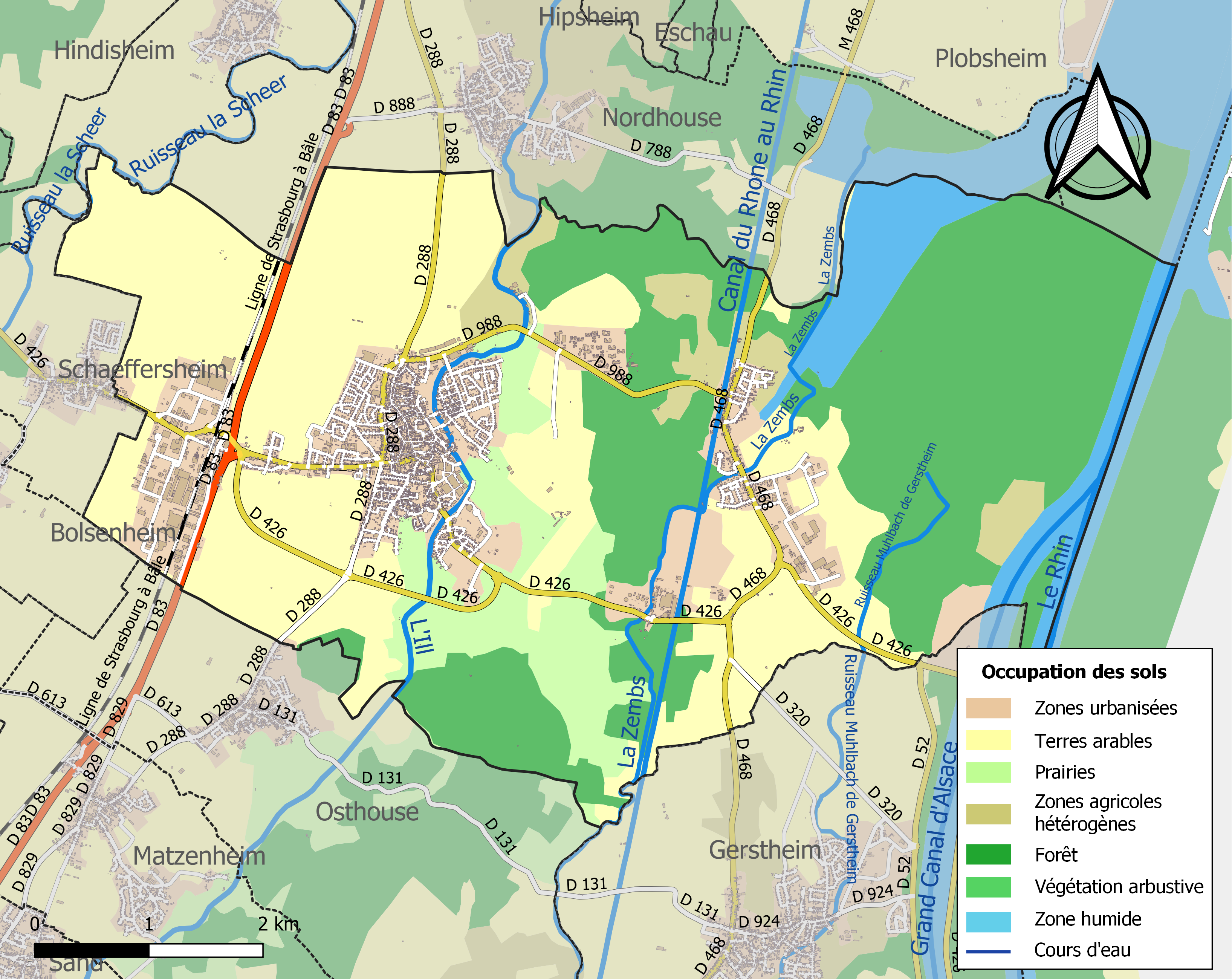
Carte des infrastructures et de l'occupation des sols de la commune en 2018 (CLC).

L'occupation des sols de la commune, telle qu'elle ressort de la base de données européenne d’occupation biophysique des sols Corine Land Cover (CLC), est marquée par l'importance des territoires agricoles (45,9 % en 2018), en diminution par rapport à 1990 (49,9 %). La répartition détaillée en 2018 est la suivante :
terres arables (34,4 %), forêts (32 %), zones urbanisées (8,5 %), prairies (7,8 %), zones industrielles ou commerciales et réseaux de communication (7,6 %), eaux continentales (6 %), zones agricoles hétérogènes (3,7 %). L'évolution de l’occupation des sols de la commune et de ses infrastructures peut être observée sur les différentes représentations cartographiques du territoire : la carte de Cassini (XVIIIe siècle), la carte d'état-major (1820-1866) et les cartes ou photos aériennes de l'IGN pour la période actuelle (1950 à aujourd'hui).

### Lieux-dits, hameaux et écarts
Krafft : séparé de quelques kilomètres d'Erstein, Krafft est presque un village à part entière. Le hameau possède en effet des équipements sportifs complets (terrain de football, centre sportif, centre équestre...), et a sa propre équipe de football (le FC Krafft), mais aussi une activité économique importante avec une zone artisanale et industrielle.
Sur un plan historique, on peut noter que c'est au niveau du pont enjambant le canal de décharge de l'Ill que fut stoppée la contre-offensive allemande de l'hiver 1944-1945, qui visait à reprendre Strasbourg. Seul le dynamitage du pont permis de stopper les chars Panther et Tigres.

#### Ligne Maginot (casemate TUILERIE d'en HAUT 21/3)
Krafft fait partie du secteur fortifié de la ligne du Rhin. Les ouvrages principaux du secteur sont; le poste de commandement, l'infirmerie et la casemate TUILERIE d'en HAUT 21/3 de type CORF. Tous les trois ouvrages sont encore visibles aujourd'hui. De nombreux ouvrages de berges ont disparu lors des travaux de canalisation du Rhin.

### Voies de communications et transports

#### Voies routières
- D 426 vers Scheffersheim[31].
- D 288 vers Osthouse, Nordhouse.
- D 988 vers Krafft.

#### Transports en commun
- Transports en Alsace.
- Fluo Grand Est.

#### SNCF

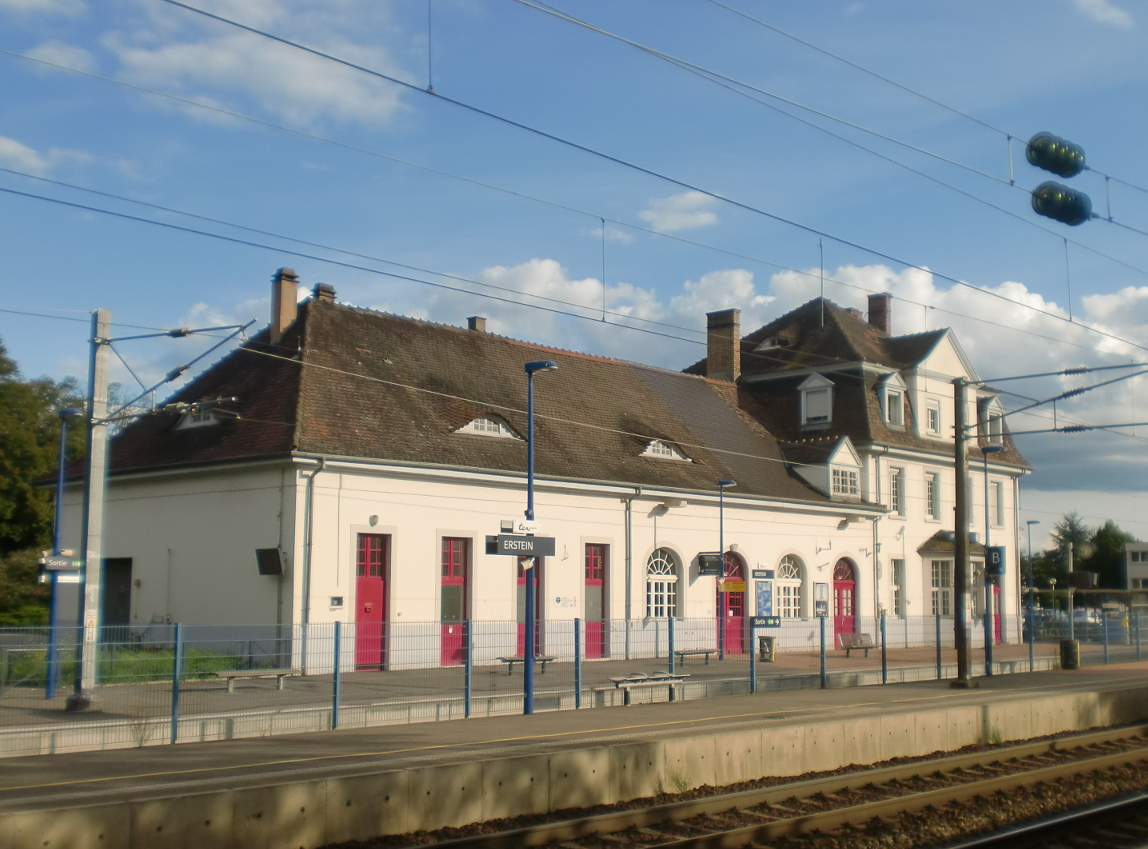
Gare d'Erstein.

- Gare d'Erstein,
- Gare de Matzenheim,
- Gare de Limersheim,
- Gare de Fegersheim - Lipsheim,
- Gare de Benfeld.

### Risques majeurs

#### Risque sismique
Commune située dans une zone 3 de sismicité modérée.

## Toponymie
Selon l'abbé René Friedel (1937), le nom d'Erstein pourrait provenir du celte erian (erde, terre). D'autres hypothèses décomposent le nom en herrin-stein « pierre de la dame noble », ehre-stein « pierre d'honneur » ou erstes-heim « premier foyer »,.
Son nom apparaît pour la première fois en 817 dans un parchemin par lequel l'empereur Louis le Pieux cède la « villa Herinstein » à son fils Lothaire Ier.
Mais selon toute vraisemblance, Herinstein était un bien propre de l'Impératrice.
Herrin est le féminin de Herr, ou Herro dans les serments de Strasbourg (voir par ailleurs sur Wiki). La deuxième partie du nom indique le possessif, -eigen en allemand, écrit -agni à l'époque mérovingienne.
La prononciation Herrin-stagni assez difficile, a donc simplement été   traduit en Herinstein ; plus imagé.
La naissance du nom peut donc se rapporter à l'époque de Charlemagne empereur, et il est possible qu'auparavant le lieu avait une autre dénomination.
Différents noms du village, selon les documents anciens :
- 815 (817 ?) Villa Herinstein ;
- 850 Herestein ;
- 868 Eresteheim ;
- 870 Erenstein ;
- 895 Herasten (roman) ;
- 999 Asterna (italien) ;
- 1198 Hystehin ;
- 1226-1238 Eristhen et Erstheim ;
- 1247 Eschen (français) ;
- 1248 Orsterhere (français) ;
- 1262 Erstein ;
- 1330 Erstein (français) ;
- 1353 Cressein (tchèque).

## Histoire
Erstein est connue en Alsace dès le Moyen Âge pour son abbaye bénédictine. Village ancien, à proximité d'une route romaine, son existence est attestée par des vestiges mérovingiens.

### Nécropole mérovingienne
Des fouilles archéologiques entreprises dans la ville (1999-2003) ont mis au jour une vaste nécropole de l'époque mérovingienne. Plus de 300 tombes retrouvées, dont certaines contenant du mobilier d'une grande richesse, datées du Ve au VIIe siècle, témoignent de la transition en Alsace des influences romaine et germanique vers les traditions du peuple franc,.

### Quelques dates

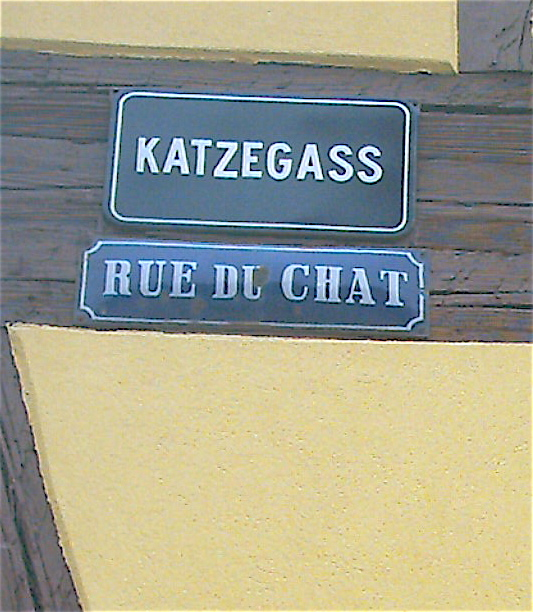
Signalisation routière bilingue en français et en alsacien.

- 817 : l'empereur Louis le Pieux cède la villa Herinstein à son fils Lothaire Ier.
- 952 à 994 : les empereurs Otton séjournent fréquemment à Erstein ; en février 953, Otton le Grand donne l'abbaye d'Erstein à sa belle-mère Berthe, dite la Filandière.
- Noël 994 : lors de son séjour à Erstein, l'impératrice Adélaïde obtient des terres en Alsace pour son couvent de Seltz, de son petit-fils Otton III.
- 1191 : le roi Henri IV attribue au landgrave de Basse-Alsace Sigisbert de Werd, le fief d'Erstein (biens, bourg, droits de pêche sur l'Ill). Erstein obtient les privilèges et le titre de ville, et demeure sous l'autorité des landgraves.
- 1360-1472 : Erstein sous l'autorité des évêques de Strasbourg, à la suite de la vente par Charles IV.
- 1472-1790 : Erstein sous l'autorité du Grand Chapitre de Strasbourg.
- 1725 : interdiction de couvrir les maisons de paille, à la suite d'un grand incendie.
- 1790 : Erstein devient chef-lieu du canton. Élection du premier maire.
- 21 juillet 1797 : douze chariots chargés de poudre traversent la ville, l'un des tonneaux a une fuite, et à la suite d'une étincelle produite par le cerclage de la roue sur le pavé il s'ensuit une énorme explosion mettant le feu à 75 maisons, dont 45 furent complètement détruites.
- 1853 : construction de la filature de laine peignée. Premiers protestants.
- 12 août 1870 : entrée des soldats prussiens.
- novembre 1918 : entrée des soldats français.
- 1940 : entrée des soldats allemands.
- 28 novembre 1944 : entrée des soldats français (2e D.B.).

- 30 novembre 1971 : Camille Ernst. Résistant, affilié au réseau "Famille Martin"[37] a été admis parmi les 4281 Justes parmi les nations de France[38] pour avoir sauvé des personnes juives persécutées par le régime nazi et le gouvernement de Vichy.

### AbbayeSainte-Cécile-et-Sainte Agathe

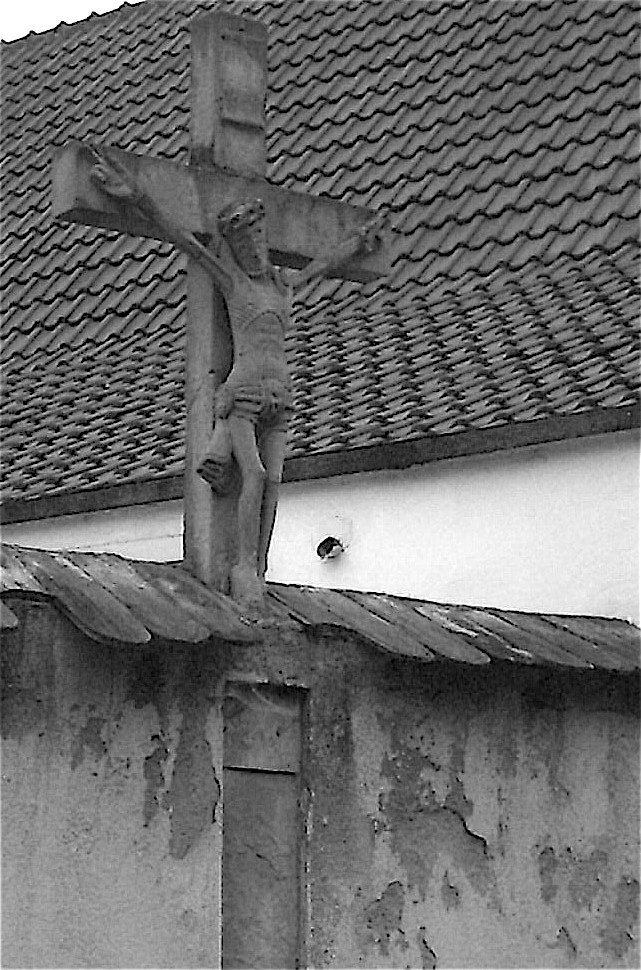
Calvaire (1746), vestige du couvent.

- 821 : Lothaire Ier épouse Ermengarde (fille du duc d'Alsace Hugues III) et lui offre la « villa d'Erstein » comme Morgengabe ; un présent (ou douaire) de lendemain de noces qui doit lui permettre de vivre en cas de décès du mari.

Pour sa fondation, Irmengarde se rend à Rome pour y chercher des reliques, c'est l'occasion d'une grande cérémonie à laquelle le peuple de Rome est associé.
- 848 : Première mention de la communauté des chanoinesses d'Erstein, dépendant directement du pape. Elles ont pour mission de prier pour l'Empereur. La première mère abbesse est la fille cadette d'Irmengarde.
- 849 : Irmengarde fait don d'une importante partie de la villa Herinstein au couvent.
- En 895, le monastère accueille des moniales de abbaye Sainte-Berthe, chassées de leur couvent par les invasions normandes ; avec elles sont ramenées les reliques de sainte Berthe de Blangy.

Après une période de prospérité qui dura jusqu'à la fin du XIIe siècle, l'abbaye déclina rapidement pour être supprimée en 1422. Les derniers biens du couvent furent incorporés aux biens de l'évêché en 1437.
Les derniers bâtiments disparurent définitivement en 1818, Schweighaeuser signale la découverte d'urnes romaines de terre rouge (1828). L'église abbatiale était située entre l'emplacement de la mairie (1844, 1926) et le bâtiment de la sous-préfecture (Kreisdirektion, 1880). Les deux seuls vestiges sont le calvaire (1746) de la rue du Monastère, et un vieux puits (1580) dans une propriété rue du Couvent.
Erstein obtient dès le Moyen Âge les droits d'une ville, dont celui d'armoiries. Le motif apparaît dans le sceau de documents de 1335 et 1382 par lesquels Nicolas de Shuttern donne des garanties à l'abbesse. Il illustre l'appartenance de la ville d'une part au landgrave d'Alsace (Werd) et d'autre part à l'abbaye.

## Politique et administration

### Liste des maires
| Période                                  | Période         | Identité                           | Étiquette             | Qualité |
| ---------------------------------------- | --------------- | ---------------------------------- | --------------------- | --- |
| Les données manquantes sont à compléter. |                 |                                    |                       | |
| 1790                                     | ?               | M. Kuhn                            |                       | 1er maire d'Erstein |
| Les données manquantes sont à compléter. |                 |                                    |                       | |
| février 1906                             | mai 1915        | Jean-Georges Abry, (1874-1915)     |                       | Receveur des finances Décédé au combat |
| 1919                                     | mai 1935        | Jean-Philippe Kornmann (1863-1936) |                       | Agriculteur, maire honoraire Adjoint chargé de l’administration municipale |
| mai 1935                                 | mars 1965       | Jean-Philippe Bapst                | RPF puis MRP puis CDP | Exploitant agricole Sénateur du Bas-Rhin (1958 → 1959) Député du Bas-Rhin (1951 → 1955) Conseiller général du canton d'Erstein (1949 → 1964)                                                                                               |
| mars 1965                                | mars 1989       | Georges Riehl                      | Centriste             | Sous-directeur puis directeur de CPAM Président du SIVOM du secteur d'Erstein (1971 → 1989) |
| mars 1989                                | mars 2008       | Théo Schnée                        | PS                    | Directeur de clinique |
| mars 2008                                | 4 juillet 2020  | Jean-Marc Willer                   | DVG                   | Ingénieur en environnement et directeur adjoint de l'ENGEES Conseiller régional d'Alsace (2010 → 2015) Président de la CC du canton d'Erstein (2017 → 2020)                                                                                |
| 4 juillet 2020                           | 18 juillet 2022 | Michel Andreu-Sanchez              | LR                    | Collaborateur parlementaire, juriste Conseiller régional du Grand Est (2021 → ) 1er vice-président de la CC du canton d'Erstein (2020 → 2022) Mandat écourté en raison de la démission de plus d'un tiers des membres du conseil municipal |
| 18 juillet 2022                          | En cours        | Benoît Dintrich                    | DVG                   | Retraité, ancien adjoint au maire (1989 → 2020) 1er vice-président de la CC du canton d'Erstein (2022 → ) Élu lors de l'élection municipale partielle des 3 et 10 juillet 2022                                                             |

### Finances communales
En 2021, le budget de la commune était constitué ainsi :
- total des produits de fonctionnement : 11 259 000 €, soit 1 048 € par habitant ;
- total des charges de fonctionnement : 9 120 000 €, soit 849 € par habitant ;
- total des ressources d'investissement : 10 430 000 €, soit 971 € par habitant ;
- total des emplois d'investissement : 6 550 000 €, soit 610 € par habitant ;
- endettement : 1 705 000 €, soit 159 € par habitant.

Avec les taux de fiscalité suivants :
- taxe d'habitation : 21,69 % ;
- taxe foncière sur les propriétés bâties : 23,14 % ;
- taxe foncière sur les propriétés non bâties : 50,91 % ;
- taxe additionnelle à la taxe foncière sur les propriétés non bâties : 0,00 % ;
- cotisation foncière des entreprises : 0,00 %.

Chiffres clés Revenus et pauvreté des ménages en 2020 : médiane en 2020 du revenu disponible, par unité de consommation : 22 800 €.

### Intercommunalité
Commune membre de la Communauté de communes du Canton d'Erstein.

### Jumelages
- Endingen (Allemagne) depuis 1970.
- São João de Loure (Portugal) depuis 22 avril 2004.

## Équipements et services publics

### Enseignement
Établissements d'enseignements :

#### Écoles maternelles
- École du Château-d'Eau, rue d'Obernai ;
- École du Mittelholz, rue de la Bourgogne ;
- École du Briehly, rue de la Dordogne ;
- École Popp, rue du Rempart ;
- École de Krafft - rue de Saint-Quentin.

#### Écoles primaires
- Écoles Pierre-et-Marie-Curie
- École Anne-Frank, rue de Strasbourg
  - annexe école A.-Schweitzer, rue de la Pente
  - annexe école Popp, rue du Rempart

#### Enseignement secondaire
- Collège Romain-Rolland, rue de Wissembourg ;
- Lycée d'enseignement général, technologique et professionnel Marguerite-Yourcenar, rue Victor-Schœlcher.

#### Enseignement technique
- Lycée professionnel agricole, avenue de la Gare.

#### Enseignement spécialisé
- Institut formation en soins infirmiers (IFSI), 2 rue de la Laine-Peignée.

### Santé
Professionnels et établissements de santé :
- Médecins,
- Pharmacies à Erstein, Nordhouse, Plobsheim, Fegersheim,
- Hôpitaux.

### Régie municipale
- Distribution d'eau sur neuf communes ;
- Distribution d'électricité sur onze communes ;
- Production d'électricité « au fil de l'eau » (environ 2 % de la distribution totale) ;
- Gestion de l'éclairage public.

### Culture

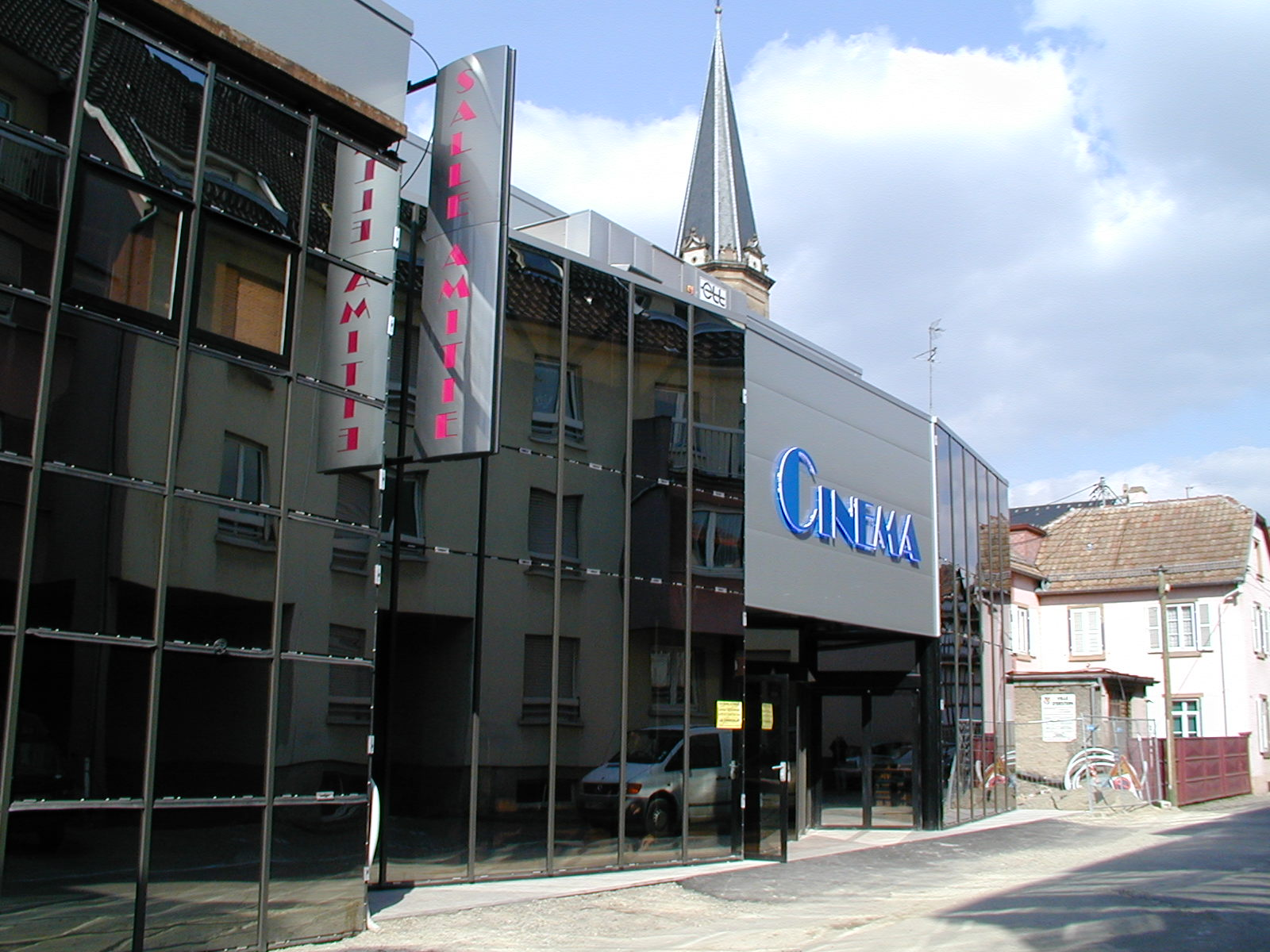
Entrée du cinéma (2001).

La ville dispose d'un cinéma géré par l'association Erstein-Cinéma
Il est équipé de deux salles, une première salle de 200 places avec un écran de 11 mètres avec, depuis décembre 2011, un projecteur numérique (DLP Cinema) avec système Dolby 3D et une seconde de 170 places avec un écran de 9 mètres avec un projecteur 35 mm. Toutes deux bénéficient d'une sonorisation Dolby Digital (SRD) et sont climatisées.
Depuis 2005, l'association participe à Augenblick, festival du cinéma de langue allemande en Alsace qui se tient au mois de mars.

## Population et société

### Démographie

#### Évolution démographique
L'évolution du nombre d'habitants est connue à travers les recensements de la population effectués dans la commune depuis 1793. Pour les communes de plus de 10 000 habitants les recensements ont lieu chaque année à la suite d'une enquête par sondage auprès d'un échantillon d'adresses représentant 8 % de leurs logements, contrairement aux autres communes qui ont un recensement réel tous les cinq ans,.

En 2022, la commune comptait 11 076 habitants, en évolution de +3,81 % par rapport à 2016 (Bas-Rhin : +3,17 %, France hors Mayotte : +2,11 %).
| 1793  | 1800  | 1806  | 1821  | 1831  | 1836  | 1841  | 1846  | 1851  |
| ----- | ----- | ----- | ----- | ----- | ----- | ----- | ----- | ----- |
| 2 504 | 2 344 | 3 168 | 3 440 | 3 613 | 3 564 | 3 445 | 3 585 | 3 688 |

| 1856  | 1861  | 1866  | 1871  | 1875  | 1880  | 1885  | 1890  | 1895  |
| ----- | ----- | ----- | ----- | ----- | ----- | ----- | ----- | ----- |
| 3 604 | 3 705 | 3 899 | 3 703 | 3 662 | 4 127 | 4 378 | 4 807 | 5 270 |

| 1900  | 1905  | 1910  | 1921  | 1926  | 1931  | 1936  | 1946  | 1954  |
| ----- | ----- | ----- | ----- | ----- | ----- | ----- | ----- | ----- |
| 5 593 | 5 837 | 6 061 | 5 485 | 5 549 | 5 649 | 5 640 | 5 539 | 5 747 |

| 1962  | 1968  | 1975  | 1982  | 1990  | 1999  | 2006  | 2011   | 2016   |
| ----- | ----- | ----- | ----- | ----- | ----- | ----- | ------ | ------ |
| 6 165 | 6 288 | 7 434 | 8 095 | 8 600 | 9 664 | 9 592 | 10 559 | 10 669 |

| 2021   | 2022   | - | - | - | - | - | - | - |
| ------ | ------ | - | - | - | - | - | - | - |
| 10 887 | 11 076 | - | - | - | - | - | - | - |

#### Pyramide des âges
La population de la commune est plus âgée que celle du département. En 2018, le taux de personnes d'un âge inférieur à 30 ans s'élève à 32,6 %, soit un taux inférieur à la moyenne départementale (35,9 %). Le taux de personnes d'un âge supérieur à 60 ans (26,6 %) est supérieur au taux départemental (24,5 %).
En 2018, la commune comptait 5 195 hommes pour 5 426 femmes, soit un taux de 51,09 % de femmes, inférieur au taux départemental (51,36 %).
Les pyramides des âges de la commune et du département s'établissent comme suit :
| Hommes | Classe d’âge | Femmes |
| ------ | ------------ | ------ |
| 0,3    | 90 ou +      | 1,5    |
| 6,8    | 75-89 ans    | 9,0    |
| 17,3   | 60-74 ans    | 18,2   |
| 23,8   | 45-59 ans    | 22,5   |
| 17,9   | 30-44 ans    | 17,5   |
| 17,5   | 15-29 ans    | 17,3   |
| 16,5   | 0-14 ans     | 14,0   |

| Hommes | Classe d’âge | Femmes |
| ------ | ------------ | ------ |
| 0,6    | 90 ou +      | 1,6    |
| 6,6    | 75-89 ans    | 8,7    |
| 16,2   | 60-74 ans    | 16,7   |
| 20,7   | 45-59 ans    | 20     |
| 19     | 30-44 ans    | 18,8   |
| 19,5   | 15-29 ans    | 18,5   |
| 17,5   | 0-14 ans     | 15,7   |

### Manifestations culturelles et festivités
- La Fête du sucre (fin août) et son corso fleuri (défilé de chars fleuris).
- Circuit permanent pédestre organisé par les marcheurs du sucre ouvert toute l'année ; départ à l'office du tourisme et départ restaurant du Brochet parcours de 6 km - 12 km - 20 km.
- Marché aux Sucreries Hansel et Gretel : 1er week-end de décembre.
- Marche populaire nocturne et sonorisée de la Saint-Nicolas : 2e samedi du mois de décembre qui à partir de cette année est transformé en marche de jour le samedi.
- Festival du sucre : dernier week-end du mois d'août.

### Sports
La salle Herinstein installée au cœur des écoles Pierre-et-Marie-Curie offre un cadre sportif moderne et exclusif pour tout âge. Football et course d'orientation (Erstein fut par trois fois championne de France des clubs et compte le "dinosaure" de la course d’orientation française comme membre), ainsi que natation sont les sports phares d'Erstein.
La ville possède également un club junior d'Ultimate-frisbee.
Erstein compte également un stand de tir.
De plus, depuis 2008, Erstein possède un club d'aviron : l'Aviron Club du Pays d'Erstein

### Cultes
- Paroisse protestante d'Erstein-Fegersheim et environs[64].
- Culte catholique, Communauté de Paroisses du Pays d'Erstein[65], Diocèse de Strasbourg.

### Médias
La chaîne de télévision TV Erstein, diffuse sur le câble et sur internet, des émissions sur la vie locale, les manifestations organisées sur la commune d'Erstein - Krafft et des informations sur les associations erstenoises. Fréquence de diffusion sur le câble : 839,25 MHz - canal 67G.

## Économie

### Entreprises et commerces

#### Agriculture
- La ville d'Erstein en zone rurale possède également une activité agricole - une dizaine d'exploitations - en polyculture[67].

#### Tourisme
- Hôtels restaurants.
- Gîtes ruraux.
- Parcours historique d'Erstein - Patrimoine industriel.

#### Commerces
- Commerces et services de proximité.
- Principales entreprises :

L'emblème économique majeur est la sucrerie Erstein (fondée en 1893) (Groupe Cristal Union). Cette sucrerie dont la marque Erstein est distribuée en région Nord-Est est un des principaux employeurs de la commune.
Le siège français du Groupe Würth (groupe allemand leader mondial de la fixation) est situé dans la ville.
La multinationale mexicaine de matériaux de construction Cemex y possède une unité de production de béton prêt à l'emploi.
Le siège de l'entreprise BCM Baumert Construction Métallique.
Le siège de l'entreprise Glassdebourg

## Culture locale et patrimoine

### Lieux et monuments
Patrimoine religieux :

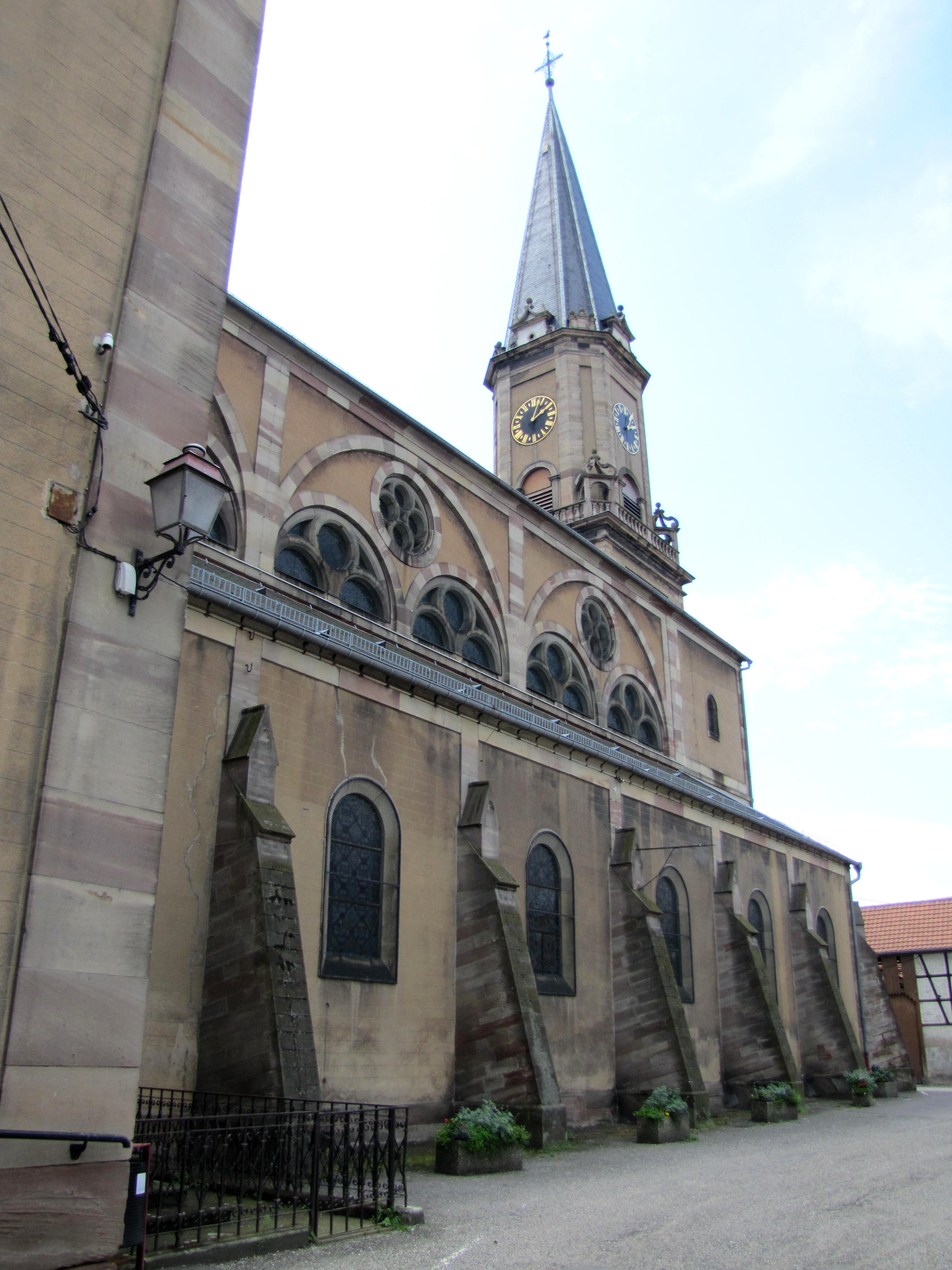
Église Saint-Martin.
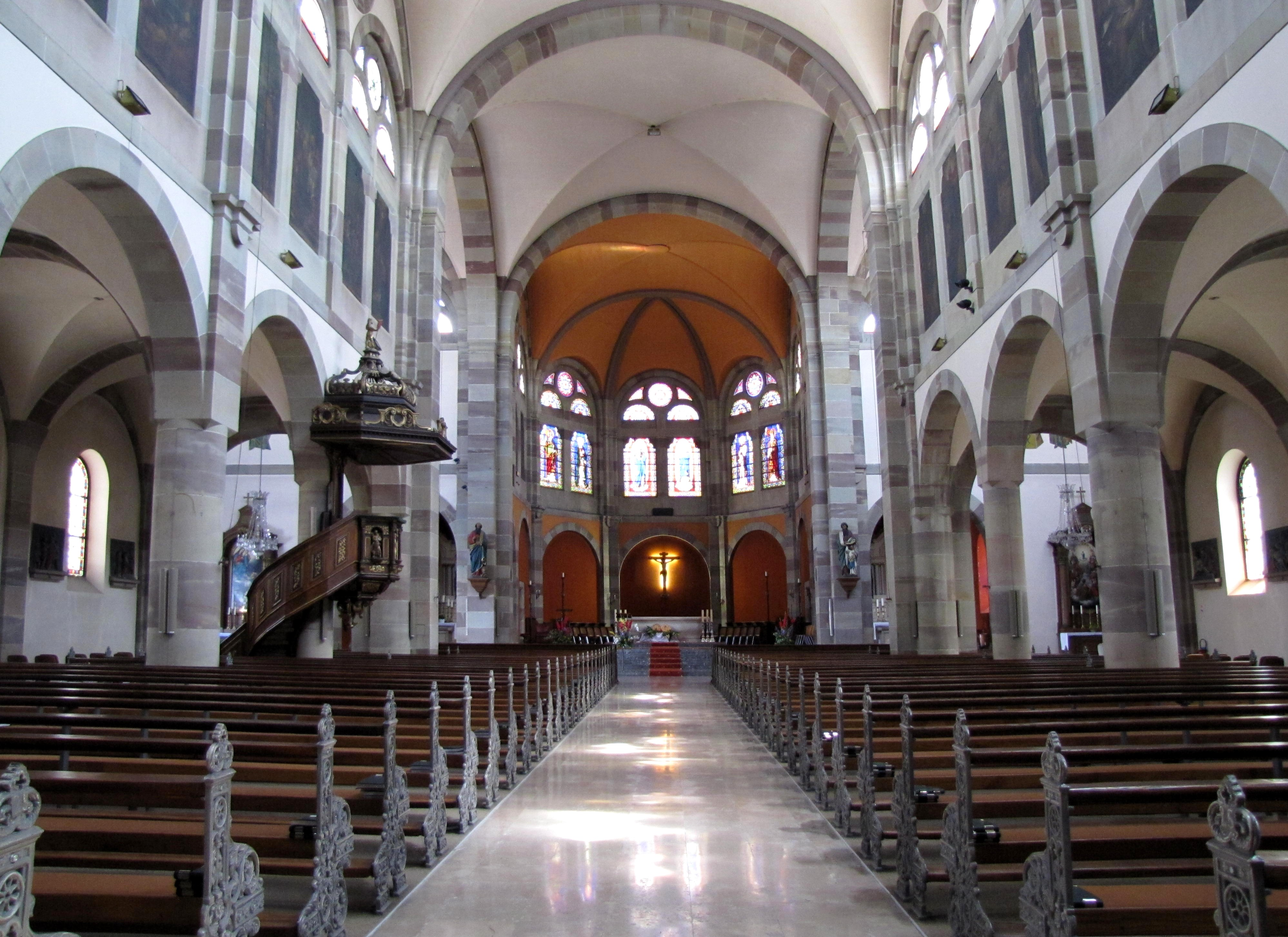
Vue de la nef vers le chœur.
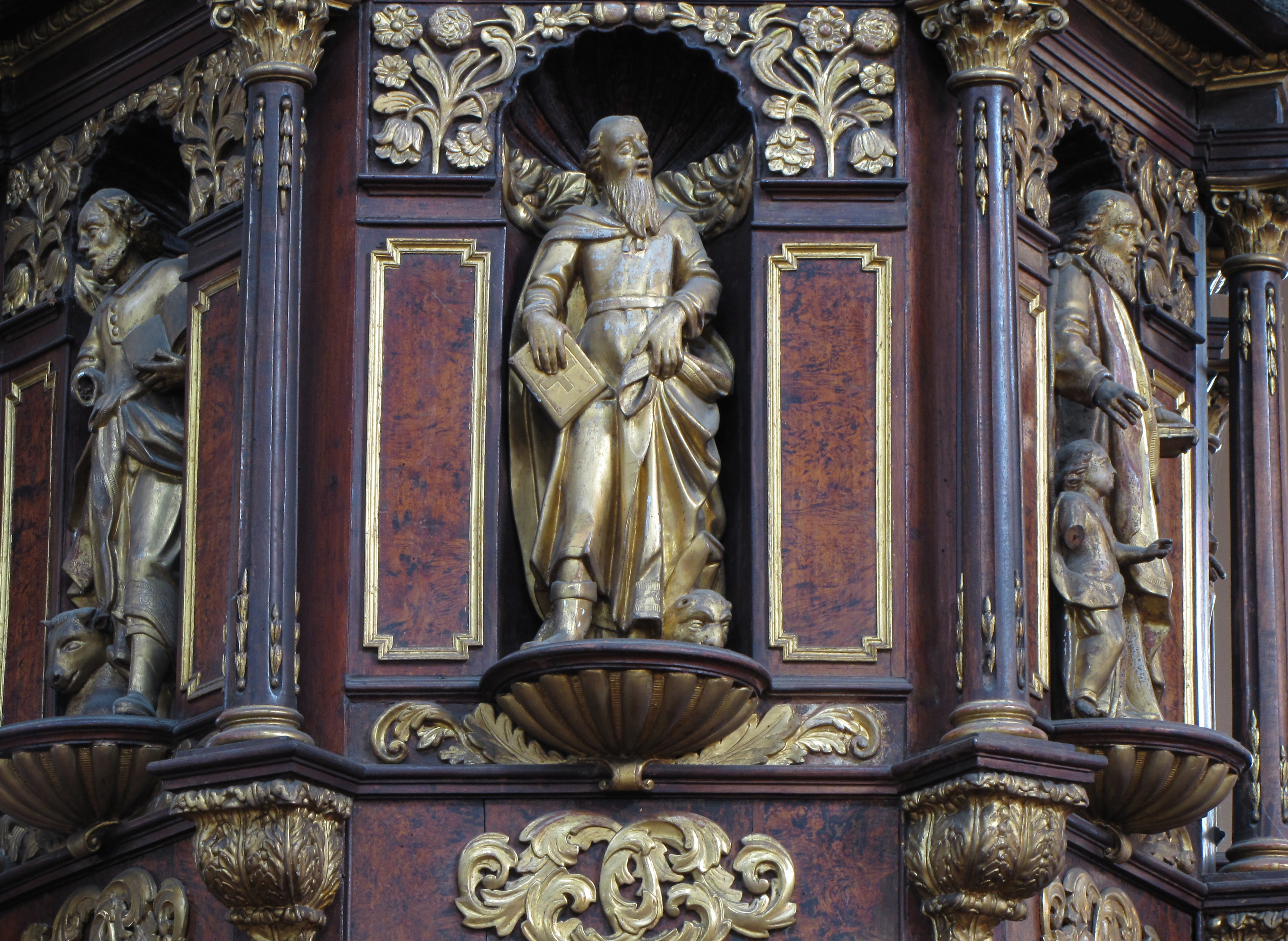
Cuve de la chaire à prêcher (1699-1882).
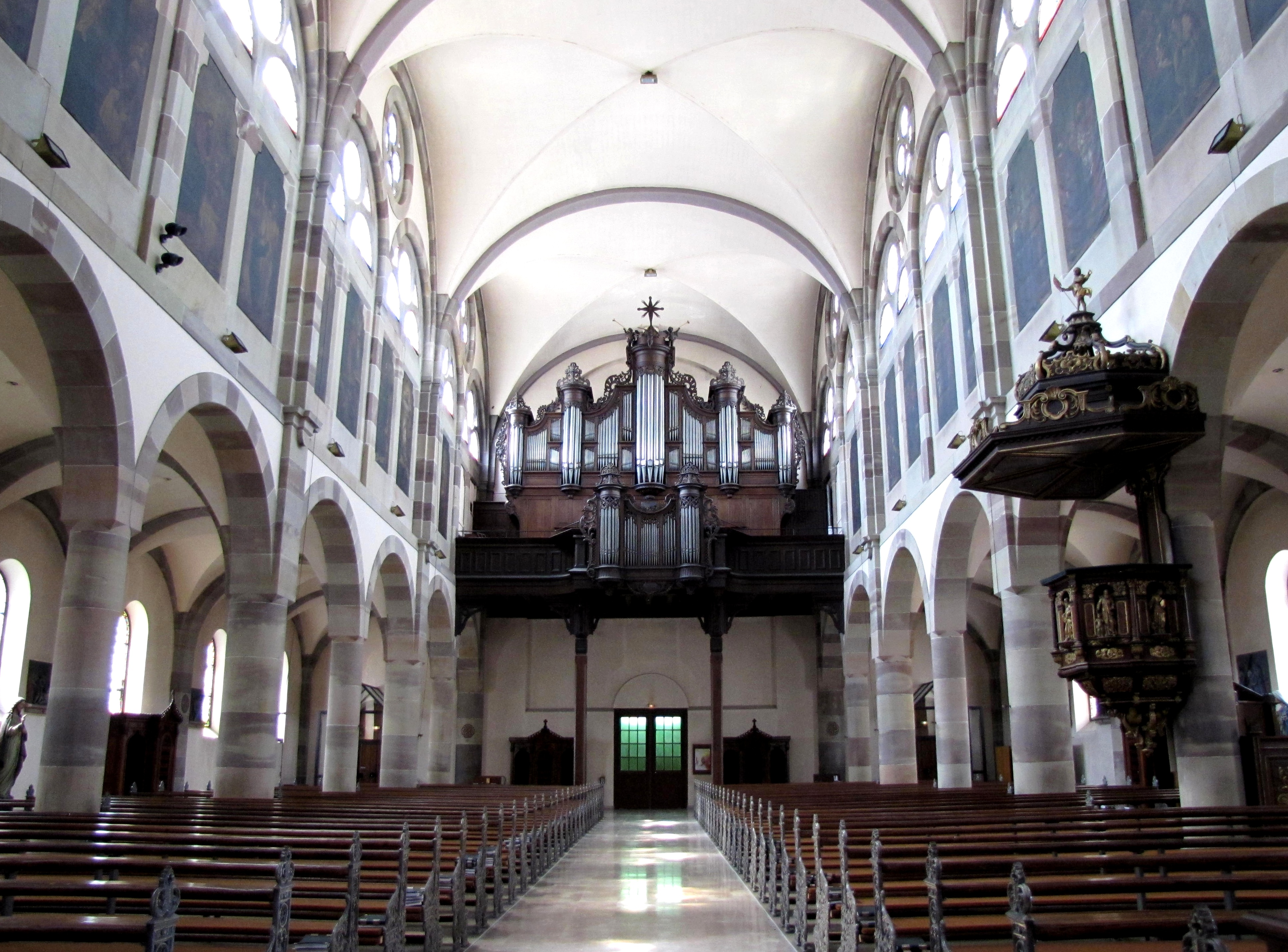
Vue de la nef vers la tribune et l'orgue Rohrer-Roethinger (1914).
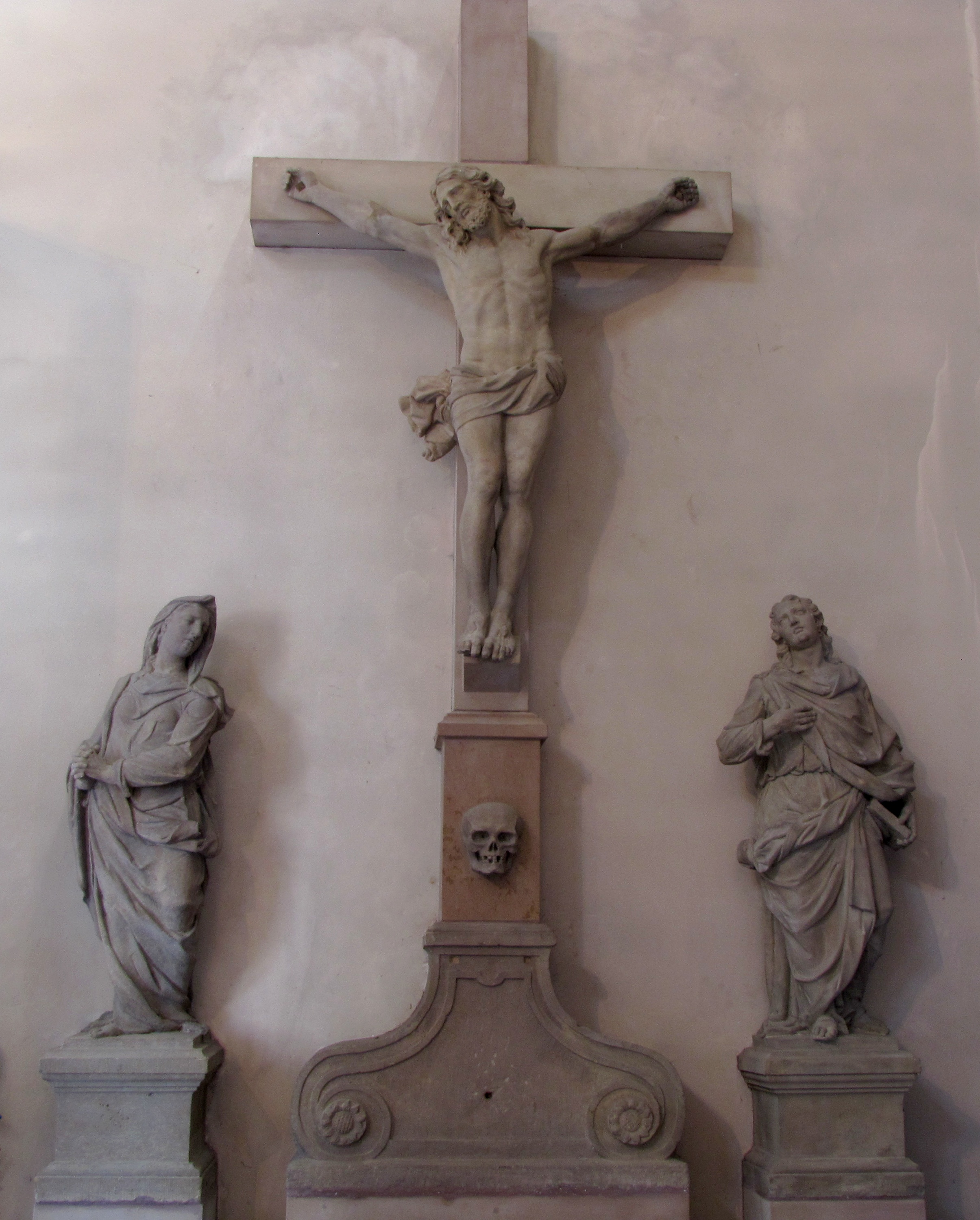
Calvaire (XVIIIe).
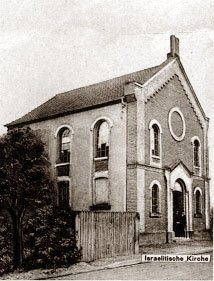
Ancienne synagogue.
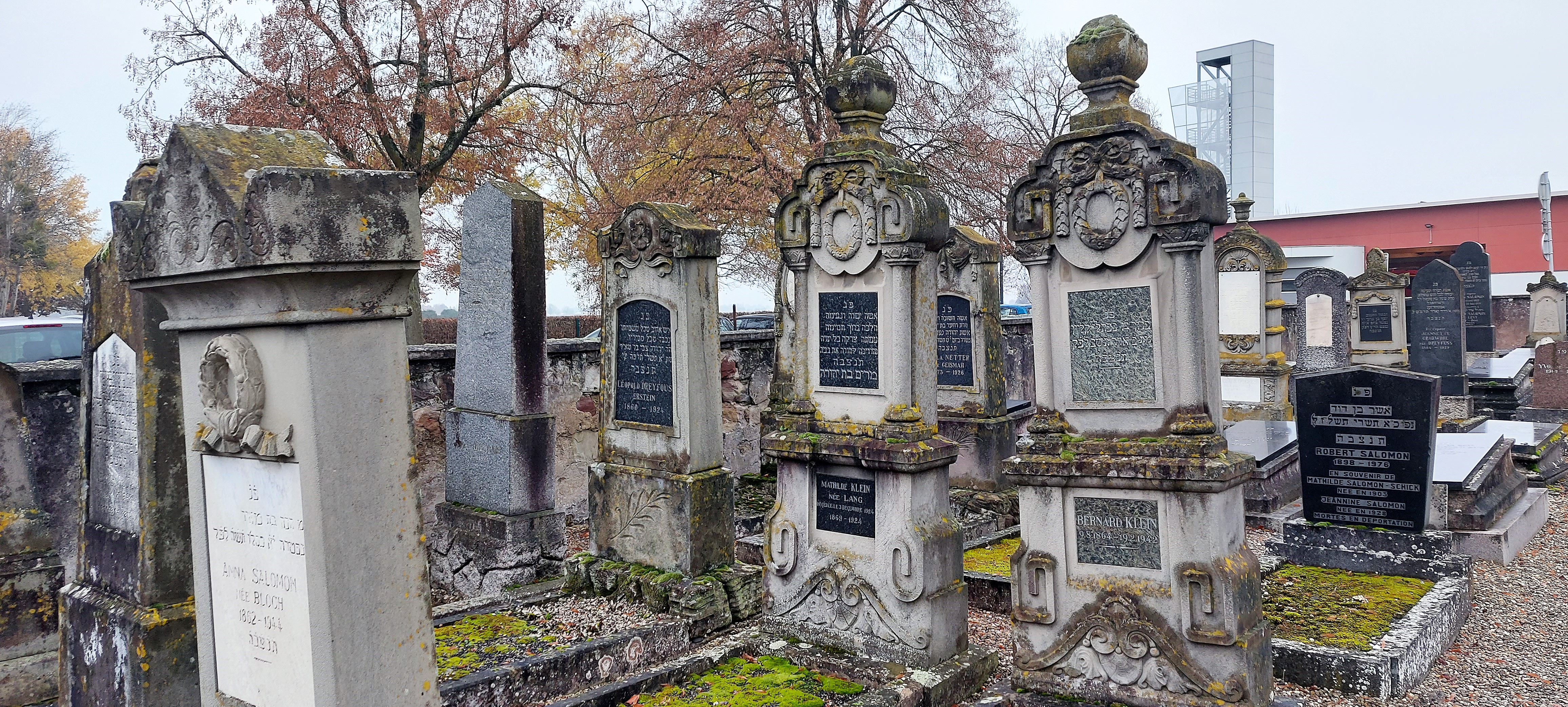
Cimetière juif.
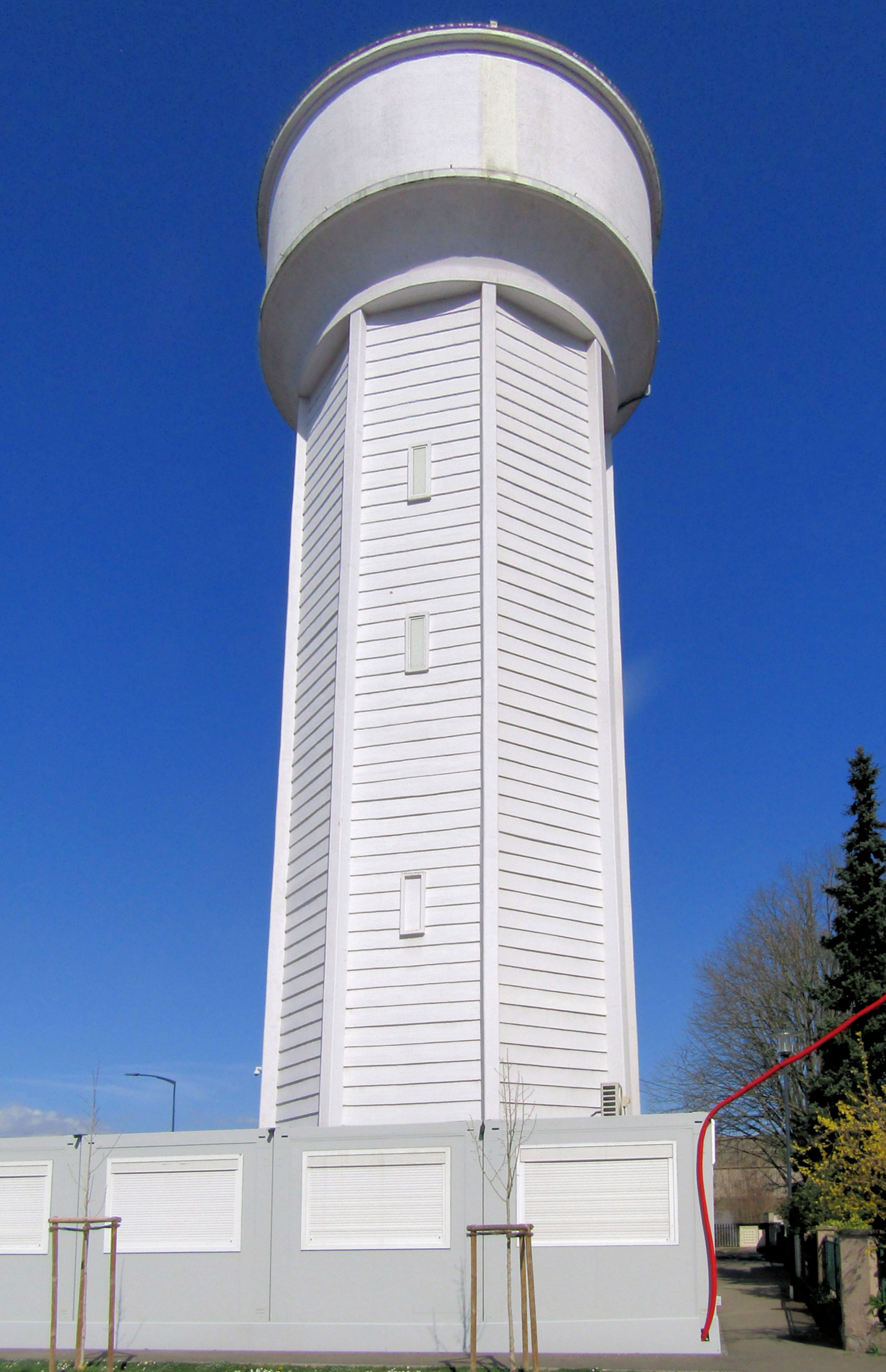
Le château d'eau.

- Église Saint-Martin d'Erstein : mentionnée dès 1281, reconstruite en 1859-1861 sur le modèle de l'église de Willer-sur-Thur par l'architecte Ringeisen.

L'église abritait une horloge construite en 1850 par Jean-Baptiste Schwilgué et d'un modèle comparable à celle installée en 1825 à Sélestat,,. Cette horloge a été motorisée dans les années 1950 puis restaurée (mais pas dans son état d'origine) en 2003 par l'entreprise Bodet. Elle est maintenant installée dans une vitrine au premier étage de l'Etappenstall.
Orgue Rohrer-Roethinger en tribune de 1914,,.
Anciennes cloches.
- Église luthérienne[79], construite par l'architecte Maximilian Metzenthin, inaugurée le 9 décembre 1883[80].

Orgue, style néo-gothique,.
- Ancienne synagogue[83],[84].

Cimetière juif.
- Abbaye de chanoinesses Sainte-Cécile, Saint-Sixte[86].
- Chapelle Saint-Pierre, Saint-Paul, de la Vierge[87]
- La chapelle pour la croix du Habergarten[88].
- Monument funéraire (monument sépulcral) de E. Buhl[89].
- Croix de cimetière[90],[91].
- Croix de chemin[92].
- Croix de chemin (Bildstock)[93].
- Monument aux morts[94] : Conflits commémorés : Guerres de 1914-1918 - 1939-1945.

Autres patrimoines :

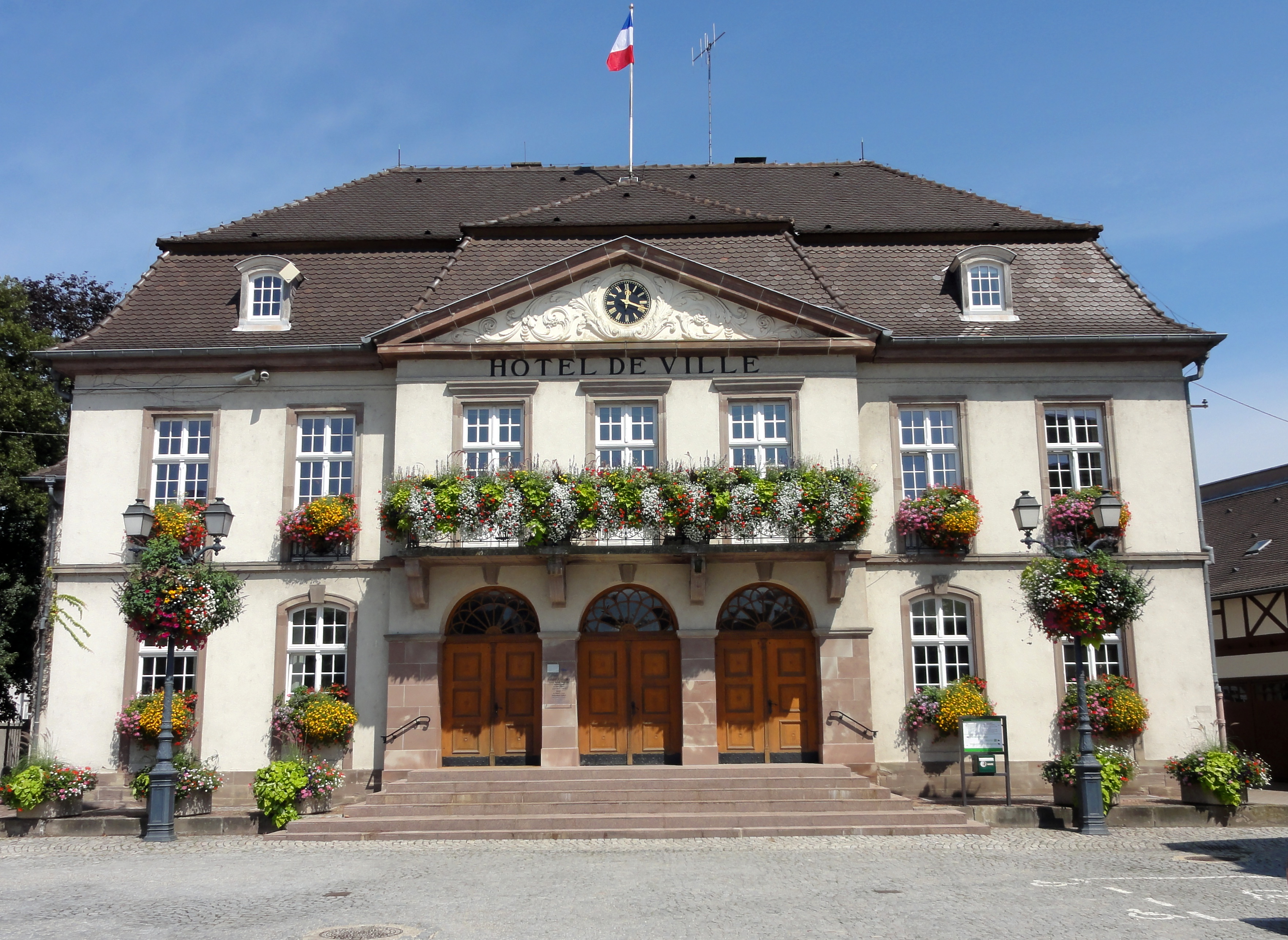
Hôtel de ville (1844)[95].
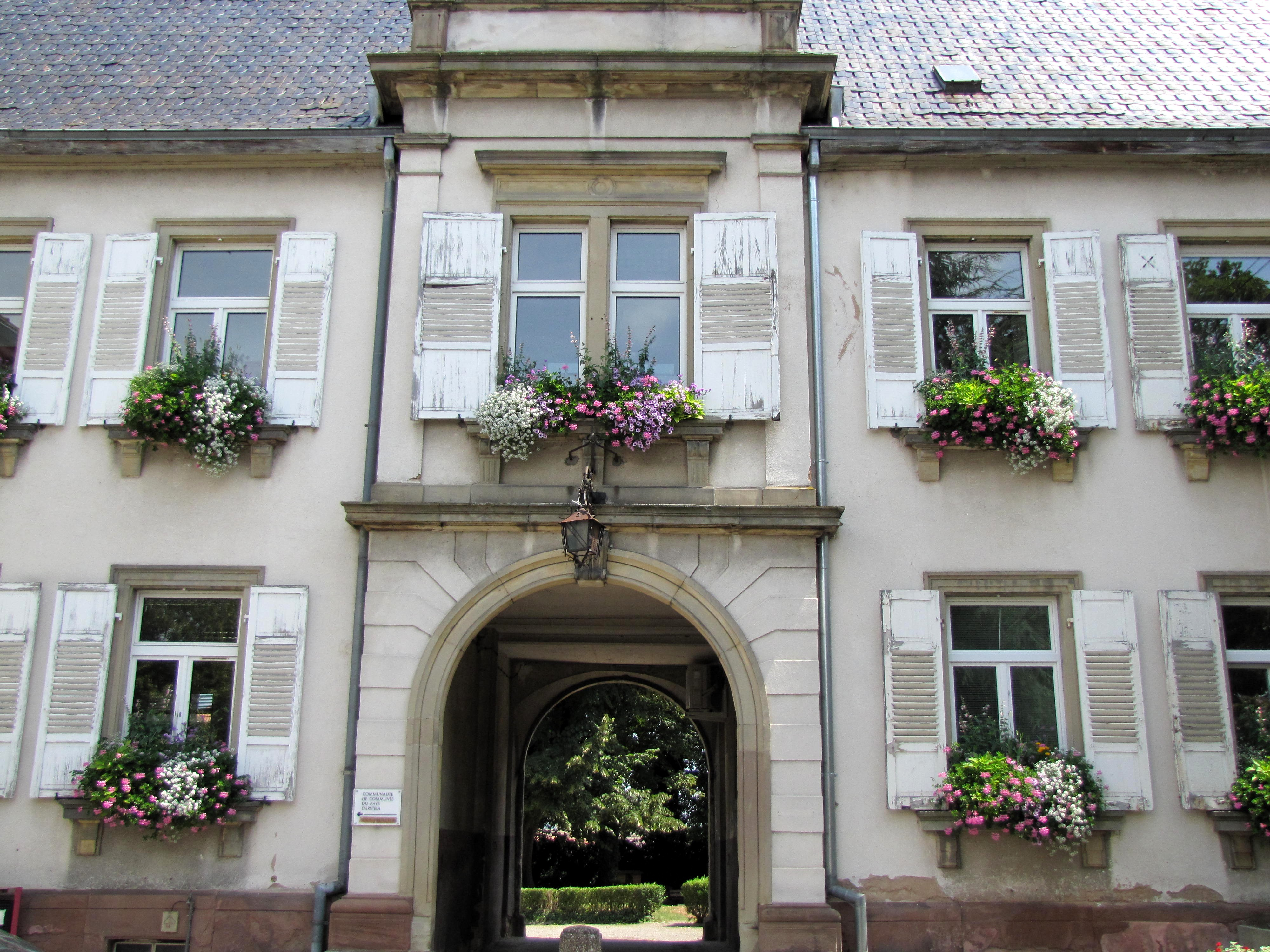
Sous-préfecture, 2 rue du Couvent (XIXe).
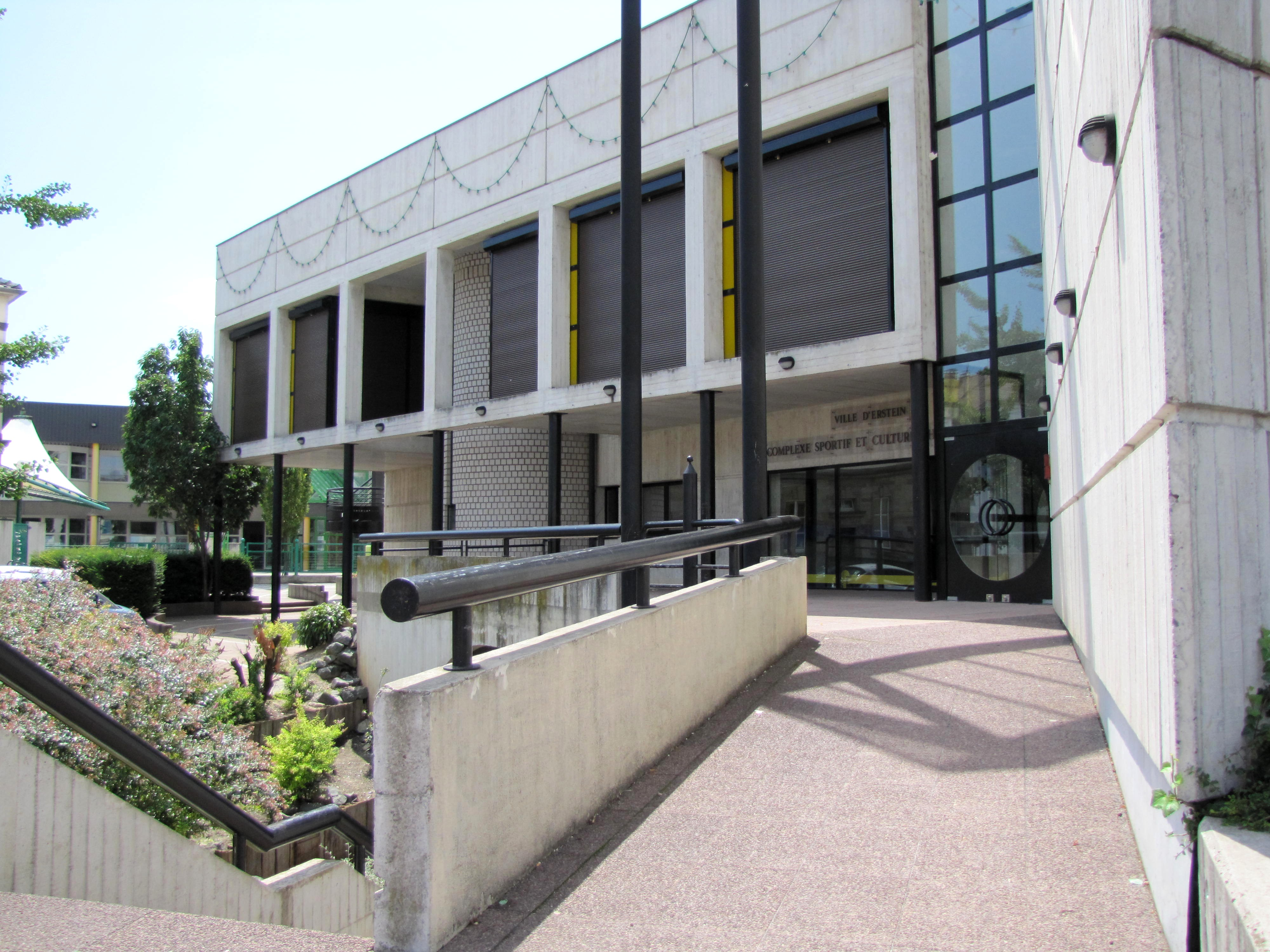
Centre culturel.
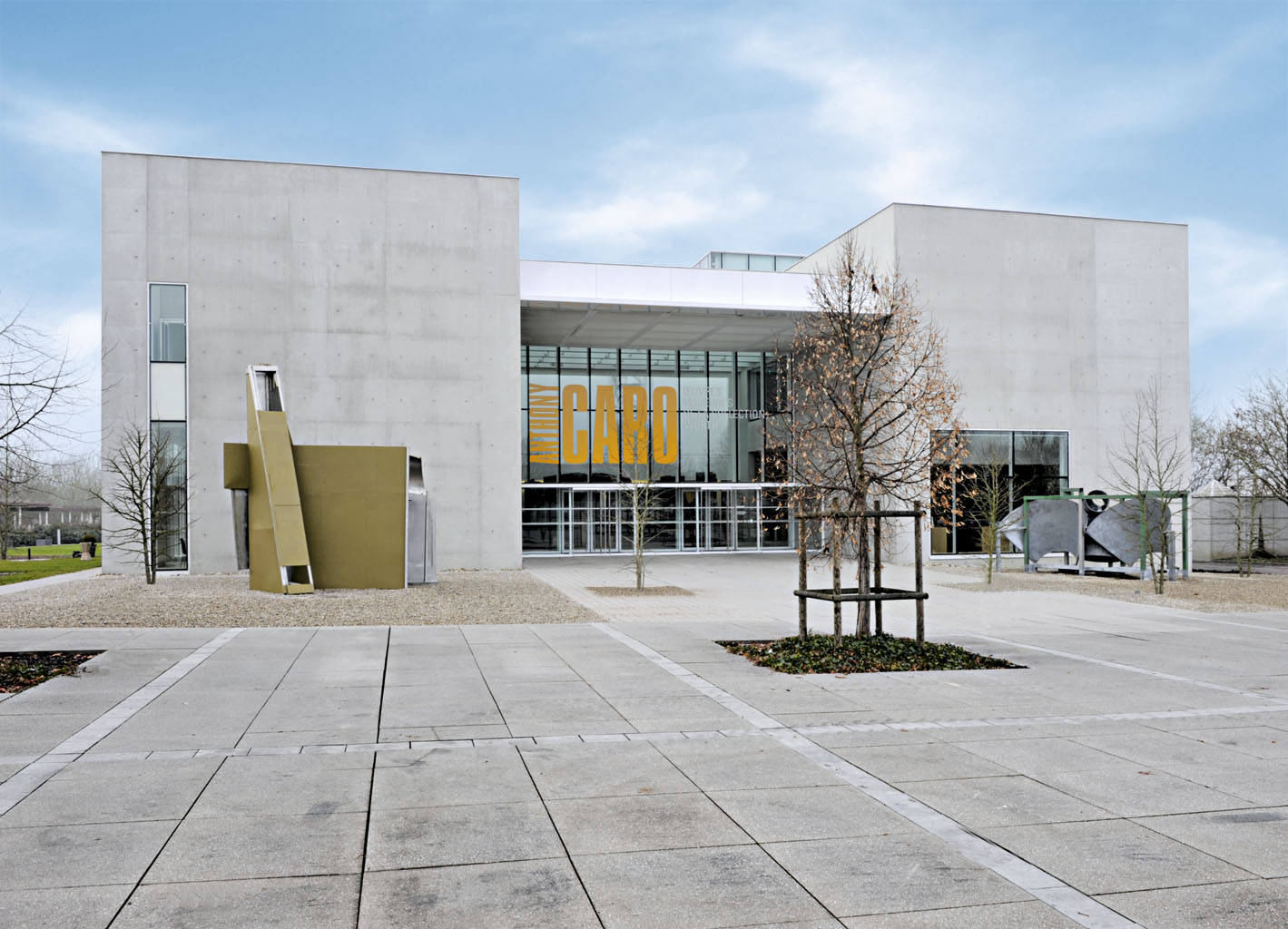
Vue du parvis du musée Würth France à Erstein.
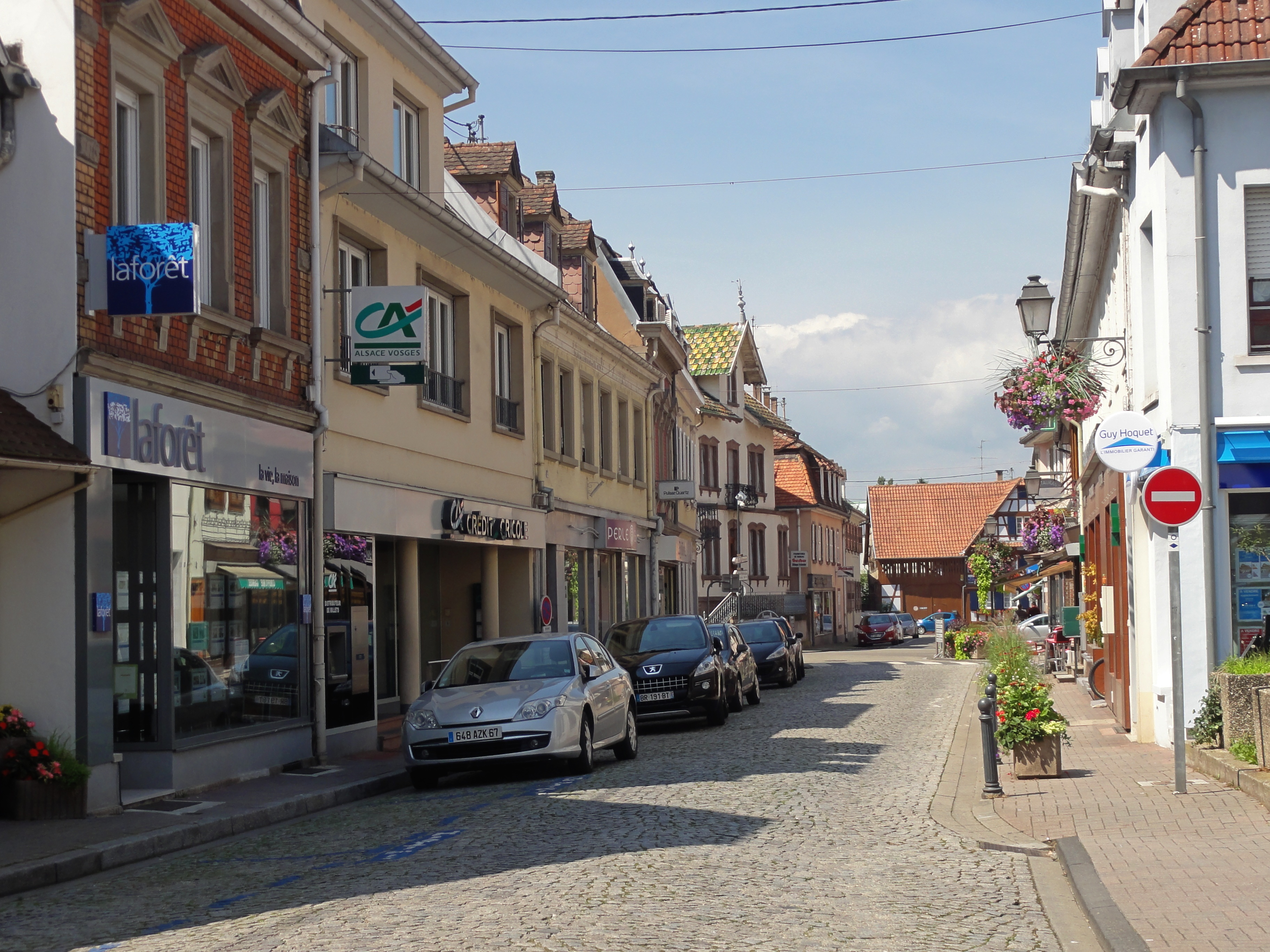
Rue Mercière.
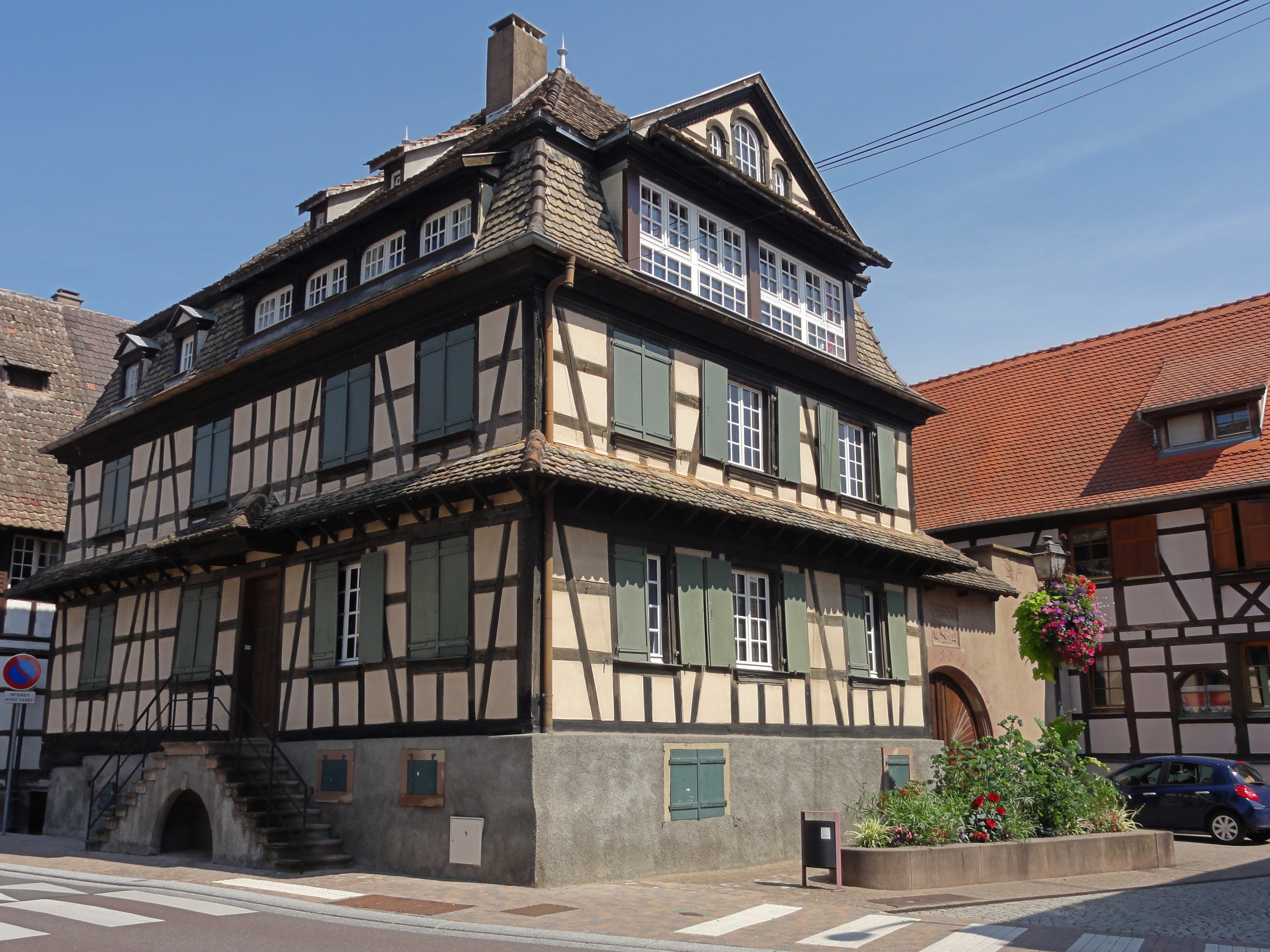
Maison de tanneur (XIXe), 24 rue de Strasbourg[96].
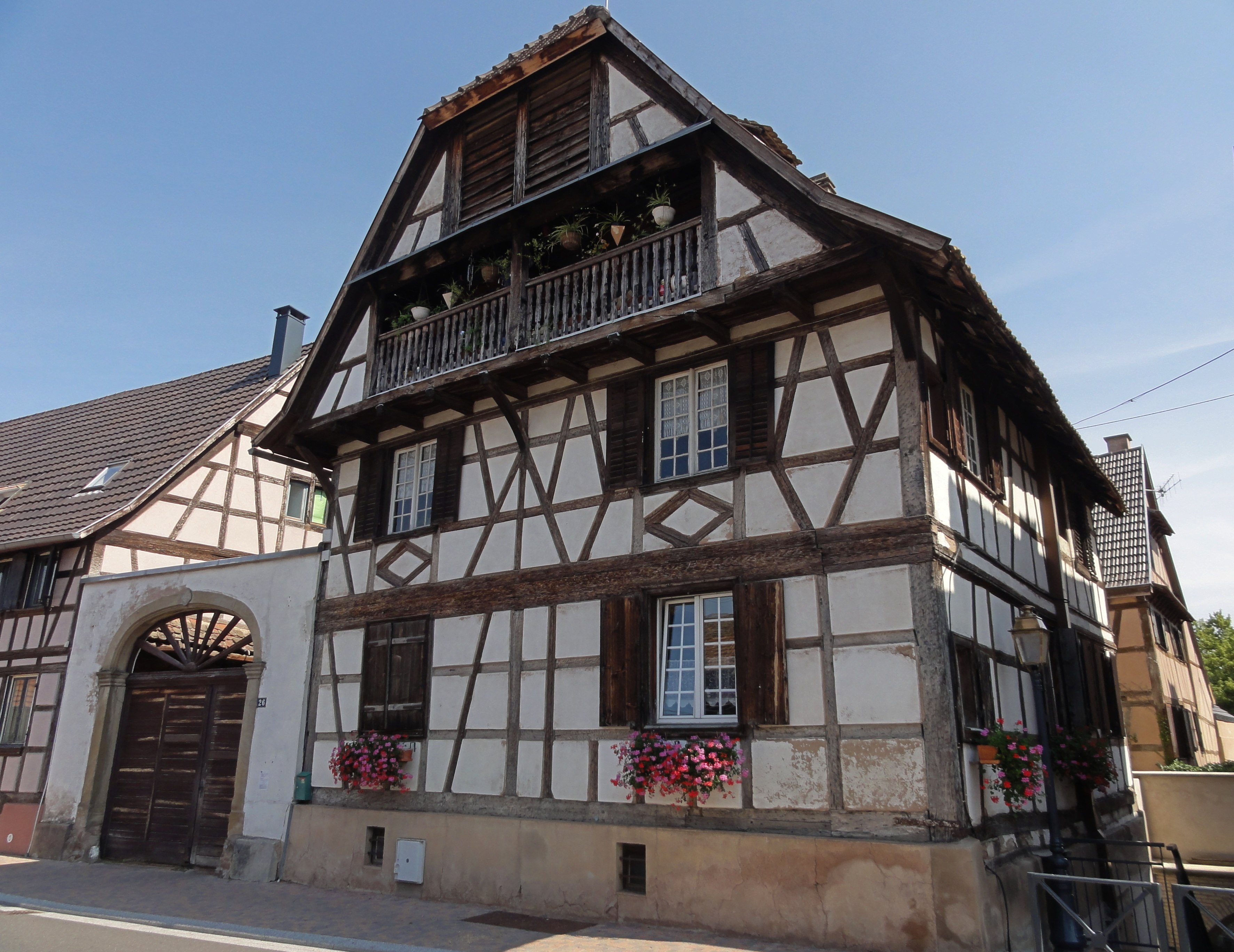
Maison de tanneur (XVIIIe-XIXe), 26 rue de Strasbourg[97].
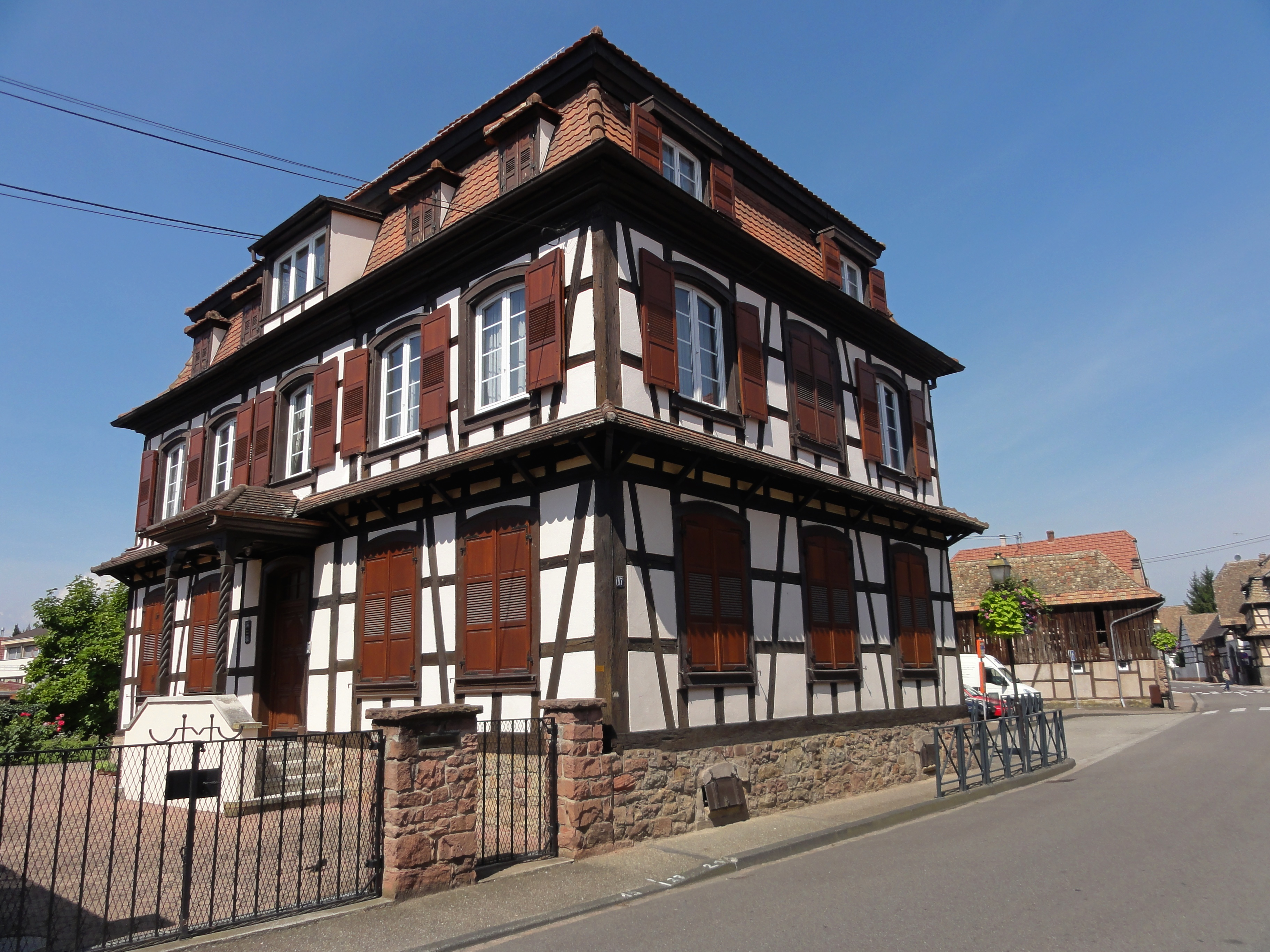
Maison de notable, 17 rue de Strasbourg.
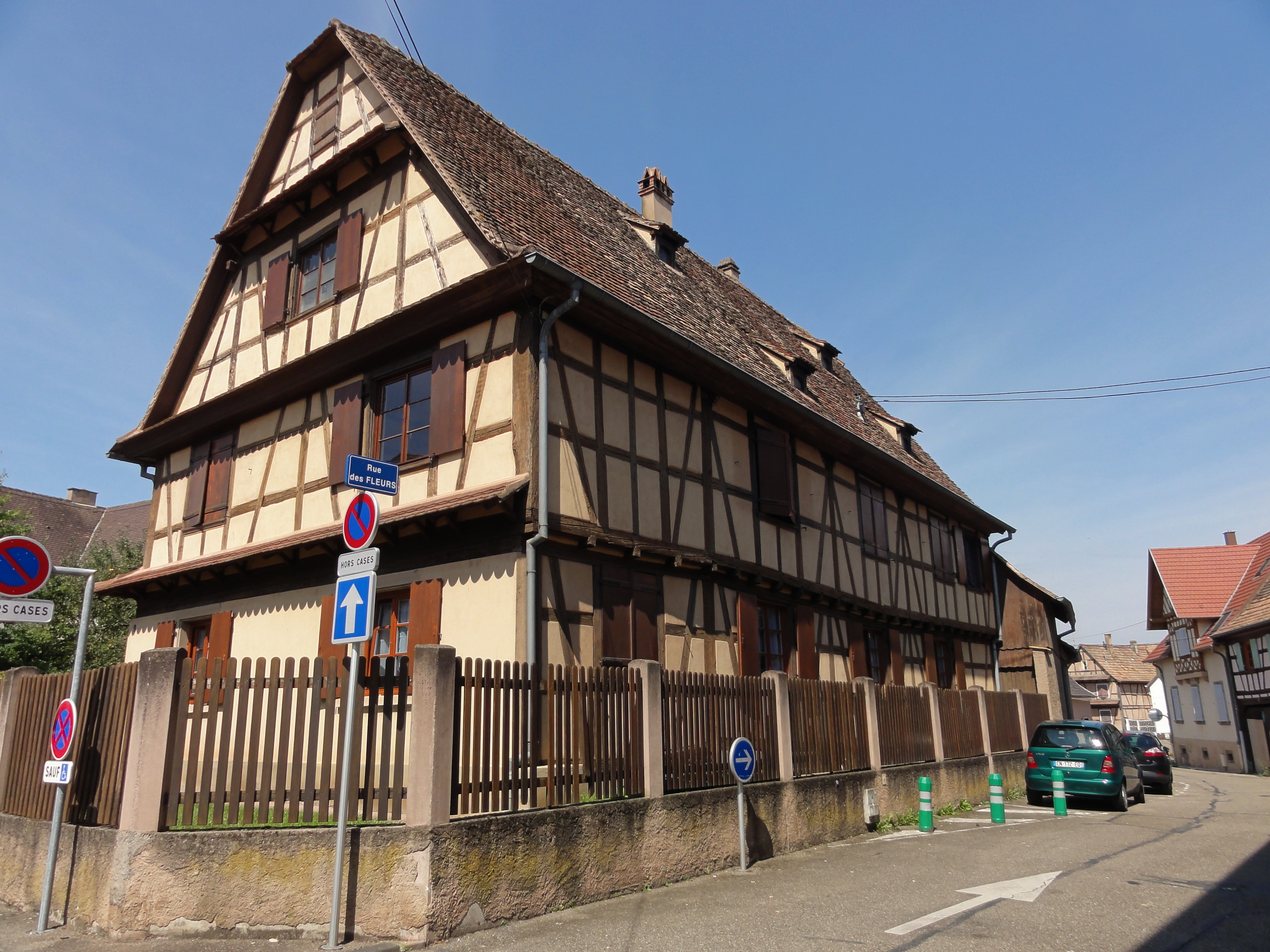
Ancien hospice (XIXe), 9 rue du Couvent[98].

- Sucrerie d'Erstein : fondée le 27 décembre 1893 par le baron Hugo Zorn von Bulach, des industriels et des agriculteurs ; cette raffinerie traite depuis plus d'un siècle toute la production alsacienne de betterave sucrière.
- Musée Würth.
- Etappenstall : maison du patrimoine et informations culturelles[99].
- Maison de tanneur.
- Fortification d'agglomération[100].
- La porte de l'Obertor[101].
- Relais d’étape militaire (Etappenstall)[102].
- Château de la Rebmatt, dit Rebmattschloss[103].
- Bancs-reposoirs, dits banc du roi de Rome[104],[105],[106].
- Borne historique Laure Diebold-Mutschler[107].

Patrimoine naturel :
- Réserve naturelle nationale de la forêt d'Erstein.
- Les Brunnwasser : résurgences de rivières phréatiques.

### Personnalités liées à la commune
- Alphonse Hoch (1900-1967), musicien et vicaire de la cathédrale de Strasbourg, né à Erstein.
- Laure Diebold, née Mutschler (1915-1965), résistante, déportée et Compagnon de la Libération[108],[109], née à Erstein.
- François-Joseph Offenstein (1760-1837), général des armées de la République et de l'Empire, né à Erstein, décédé à Mouzay (Meuse).
- Jean-Marie Zemb (1928-2007), linguiste, né à Erstein.
- Martin Vogeleis (1861-1930), prêtre et musicologue.
- Ivan Španiel, militaire tchécoslovaque mort pour la France, tué à Epstein en 1944.
- Les titulaires de la Légion d'honneur (Voir Ordre national de la Légion d'honneur).

### Héraldique
| Blason de Erstein | Blason  | Parti : au premier de gueules à la bande d'argent côtoyée de deux cotices fleuronnées du même, au second d'azur au grand portail d'église au fronton classique croisé d'or, ouvert de deux portes, sommé deux tours du même couvertes en dôme, celle de dextre croisée aussi d'or. |
| Blason de Erstein | Détails | |